# Liste der Biografien/Lange
Liste der Biografien |
Portal Biografien |
Personensuche
# |
A |
B |
C |
D |
E |
F |
G |
H |
I |
J |
K |
L |
M |
N |
O |
P |
Q |
R |
S |
T |
U |
V |
W |
X |
Y |
Z |
?
 
La |
Lb |
Lc |
Le |
Lg |
Lh |
Li |
Lj |
Ll |
Lm |
Lo |
Lp |
Lt |
Lu |
Lv |
Lw |
Lx |
Ly |
Lz
 
Laa |
Lab |
Lac |
Lad |
Lae–Lah |
Lai |
Laj |
Lak |
Lal |
Lam |
Lan |
Lao |
Lap |
Laq |
Lar |
Las |
Lat |
Lau |
Lav |
Law |
Lax |
Lay |
Laz
 
Lana |
Lanc |
Land |
Lane |
Lanf |
Lang |
Lanh |
Lani |
Lanj |
Lank |
Lanl |
Lanm |
Lann |
Lano |
Lanp |
Lanq |
Lanr |
Lans |
Lant |
Lanu |
Lanv |
Lanw |
Lanx |
Lany |
Lanz
 
Langa |
Langb |
Langd |
Lange |
Langf |
Langg |
Langh |
Langi |
Langj |
Langk |
Langl |
Langm |
Langn |
Lango |
Langr |
Langs |
Langt |
Langu |
Langv |
Langw 
Die Liste der Biografien führt alle Personen auf, die in der deutschsprachigen Wikipedia einen Artikel haben. Dieses ist eine Teilliste mit 978 Einträgen von Personen, deren Namen mit den Buchstaben „Lange“ beginnt.

## Lange
- Lange (* 1974), britischer DJ

#### Lange D
- Lange de Morretes, Frederico (1892–1954), brasilianischer Maler, Zeichner, Graveur und Lehrer

#### Lange V
- Lange van Ravenswaay, J. Marius J. (* 1952), deutscher evangelischer Theologe

### Lange, A – Lange, W

#### Lange, A
- Lange, Adam Gottlieb (1762–1826), deutscher evangelischer Geistlicher
- Lange, Adolph (1815–1898), deutscher Unternehmer und Politiker, MdL (Königreich Sachsen)
- Lange, Adolph Gottlob (1778–1831), deutscher klassischer Philologe und Lehrer
- Lange, Agnes (1929–2021), deutsche Politikerin (SPD), MdBB
- Lange, Albert (1891–1945), deutscher Architekt und Verbandsdirektor des Ruhrkohlenbezirks
- Lange, Albert de (* 1952), evangelischer niederländisch-deutscher Kirchenhistoriker
- Lange, Alexandra (* 1951), deutsche Synchronsprecherin
- Lange, Alfred (1906–1968), deutscher Metallurge
- Lange, Alfred (1910–1971), deutscher Autor, Konvertit und Gründer der Stefanus-Gemeinschaft
- Lange, Alfred (1927–1975), deutscher Wirtschaftswissenschaftler
- Lange, Alina (* 1996), deutsche Radsportlerin
- Lange, Aloisia († 1839), deutsche Sopranistin und Gesangspädagogin, Mozart-InterpretinAloisia Lange († 1839)

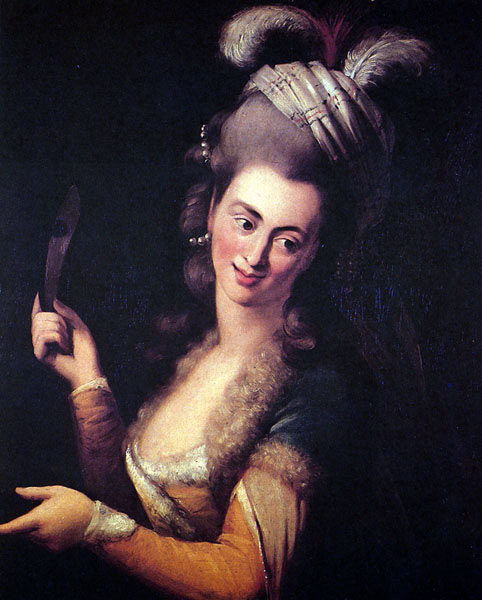
Aloisia Lange († 1839)

- Lange, Anders (1904–1974), norwegischer Journalist und Politiker
- Lange, André (* 1973), deutscher BobsportlerAndré Lange (* 1973)

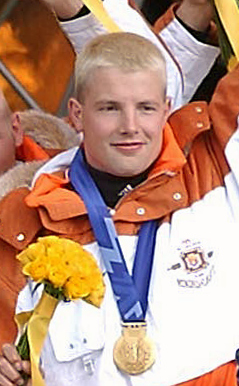
André Lange (* 1973)

- Lange, Andrea (* 1969), deutsche Politikerin
- Lange, Andreas (1680–1713), deutscher Jurist und Dichter
- Lange, Andreas (* 1960), deutscher Soziologe
- Lange, Andreas (* 1964), deutscher evangelischer Theologe
- Lange, Andreas (* 1970), deutscher Journalist und TV-Redakteur
- Lange, Andreas (* 1972), deutscher Wirtschaftswissenschaftler
- Lange, Andrew E. (1957–2010), US-amerikanischer Astrophysiker
- Lange, Anna (1904–1999), deutsche Politikerin (DFD)
- Lange, Anna Dorothea (1715–1764), deutsche Schriftstellerin
- Lange, Anna Sara (* 1982), deutsche Sportmoderatorin
- Lange, Annecke († 1572), deutsche Frau, Opfer der Hexenprozesse
- Lange, Anni (1904–1977), deutsche Politikerin (SPD), MdL
- Lange, Ansgar (* 1971), deutscher Publizist
- Lange, Antoni († 1844), österreichischer Maler, Lithograph und Bühnenbildner
- Lange, Antoni († 1929), polnischer Lyriker, Philosoph, Schriftsteller und Dramatiker
- Lange, Armin (* 1961), deutscher Judaist
- Lange, Arno (1885–1966), deutscher Hochschullehrer, Studienrat und Genealoge
- Lange, Arthur (1875–1929), deutscher Bildhauer
- Lange, Arthur (1889–1956), US-amerikanischer Filmkomponist, Bandleader, Arrangeur und Liedtexter
- Lange, Arthur (1906–1972), deutscher KPD-Funktionär
- Lange, Artie (* 1967), US-amerikanischer Schauspieler, Standup-Comedian, und DrehbuchautorArtie Lange (* 1967)

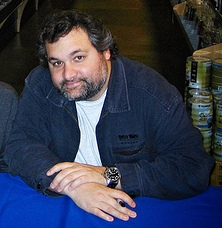
Artie Lange (* 1967)

- Lange, Ashley De (* 1994), südafrikanische Theater und Filmschauspielerin
- Lange, August Carl (1834–1884), deutscher Architekt
- Lange, August Hermann (1867–1922), deutscher Automobil-Konstrukteur
- Lange, Axel (* 1963), deutscher Ingenieur, Erfinder, Pilot und Unternehmer

#### Lange, B
- Lange, Barbara (* 1956), deutsche Kunsthistorikerin und emeritierte Professorin
- Lange, Benjamin P. (* 1978), deutscher Psychologe sowie Sprach-, Kommunikations- und Medienwissenschaftler
- Lange, Bernd (* 1955), deutscher Politiker (SPD), MdEP
- Lange, Bernd (* 1956), deutscher Politiker (CDU)
- Lange, Bernd (1960–2024), deutscher Politiker (SPD), MdL
- Lange, Bernd (* 1974), deutscher Drehbuchautor und Regisseur
- Lange, Bernd-Lutz (* 1944), deutscher Autor und KabarettistBernd-Lutz Lange (* 1944)

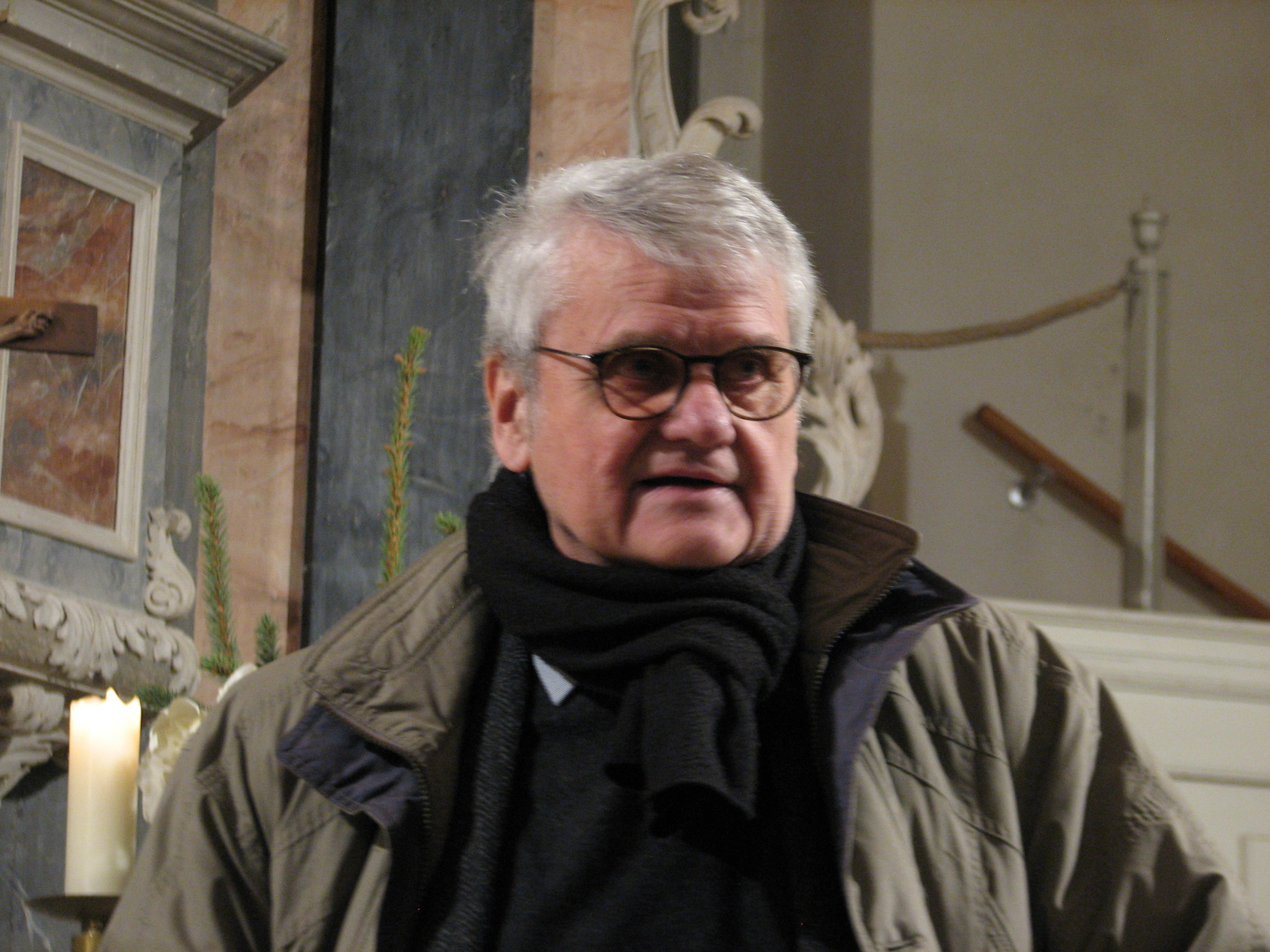
Bernd-Lutz Lange (* 1944)

- Lange, Bernd-Peter (* 1938), deutscher Wirtschaftswissenschaftler, Leiter des Europäischen Medieninstitutes
- Lange, Bernd-Peter (* 1943), deutscher Anglist und Hochschullehrer
- Lange, Bernhard († 1580), deutscher evangelischer Pastor, erster plattdeutscher Prediger in Hannover
- Lange, Berthold (1810–1844), deutscher römisch-katholischer Geistlicher und Redakteur
- Lange, Bill (1928–1995), US-amerikanischer American-Football-Spieler
- Lange, Birgit Corinna, deutsche Sängerin, Schauspielerin, Sprecherin, Regisseurin und Autorin
- Lange, Bob de (1916–1978), niederländischer Theater- und Filmschauspieler
- Lange, Brigitte (1939–2012), deutsche Politikerin (SPD), MdB
- Lange, Brigitte (* 1945), deutsche Politikerin (SPD), MdA
- Lange, Bruno (1874–1931), deutscher Jurist
- Lange, Bruno (1903–1969), deutscher Physiker und Industrieller

#### Lange, C
- Lange, Carl (1804–1874), deutscher Maler und Lithograf
- Lange, Carl (1834–1900), dänischer Psychologe
- Lange, Carl (1884–1971), deutscher Maler
- Lange, Carl (1885–1959), deutscher Schriftsteller
- Lange, Carl (1909–1999), deutscher Schauspieler und Hörspielsprecher
- Lange, Carl Albert (1892–1952), deutscher Schriftsteller und Journalist
- Lange, Caroline (* 1802), deutsche Kinderdarstellerin und Theaterschauspielerin
- Lange, Caspar Friedrich (1722–1758), deutscher evangelisch-lutherischer Geistlicher, Pädagoge und Bibliothekar
- Lange, Catharina (1900–1982), deutsche Politikerin (FDP), MdHB
- Lange, Cathrin (* 1982), deutsche Opern-, Operetten-, Lied- und Oratoriensängerin in der Stimmlage Sopran
- Lange, Christian (1585–1657), deutscher lutherischer Theologe
- Lange, Christian (1619–1662), deutscher Mediziner
- Lange, Christian (1845–1914), Ingenieur und Numismatiker
- Lange, Christian (* 1964), deutscher Politiker (SPD), MdBChristian Lange (* 1964)

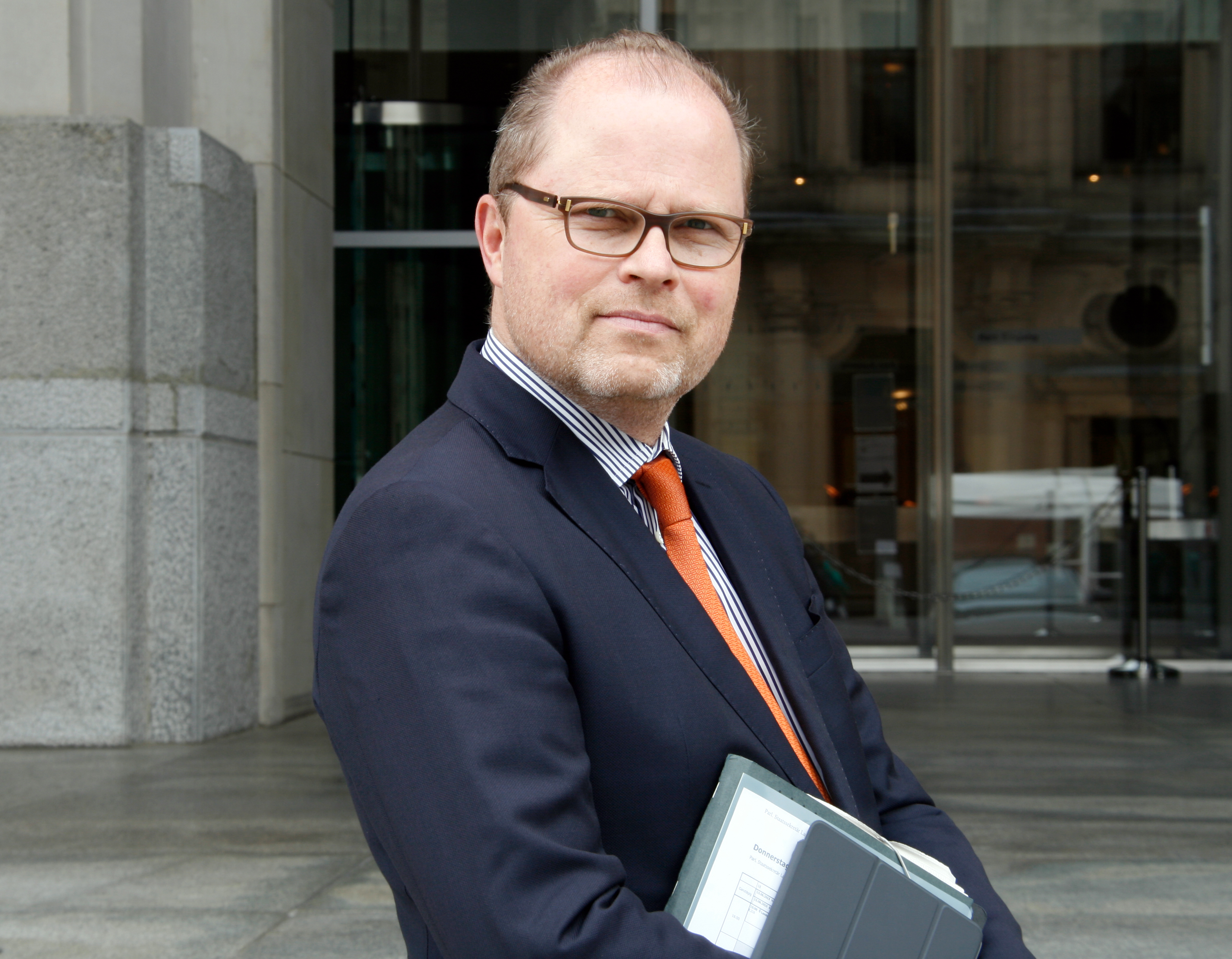
Christian Lange (* 1964)

- Lange, Christian (* 1972), deutscher Kirchenhistoriker und Politiker (CSU)
- Lange, Christian (* 1974), deutscher Autor
- Lange, Christian C. A. (1810–1861), norwegischer Historiker und Archivar
- Lange, Christian Henning von (1688–1760), königlich preußischer Oberst
- Lange, Christian Johann (1655–1701), deutscher Mediziner und Hochschullehrer
- Lange, Christian Lous (1869–1938), norwegischer Politiker, Friedensnobelpreisträger
- Lange, Christian R. (* 1975), deutscher Islamwissenschaftler und Schriftsteller
- Lange, Christiane (* 1964), deutsche Kunsthistorikerin
- Lange, Christoph (* 1962), deutscher Infektionsmediziner
- Lange, Claudia (* 1966), deutsche Sprachwissenschaftlerin
- Lange, Claudio (* 1944), deutsch-chilenischer Lyriker, Künstler und Religionswissenschaftler
- Lange, Colby (* 1999), US-amerikanischer Radrennfahrer
- Lange, Corinna (* 1986), deutsche Politikerin (SPD), MdL Niedersachsen
- Lange, Cornelia de (1871–1950), niederländische Pädiaterin
- Lange, Cosima (* 1976), deutsche Filmregisseurin

#### Lange, D
- Lange, Daniel (* 1974), deutscher Fernsehjournalist, Reporter und Filmemacher
- Lange, David (1942–2005), neuseeländischer Politiker, Premierminister von Neuseeland (1984–1989), Träger des Alternativen Nobelpreises
- Lange, Dierk (* 1941), deutscher Afrikanist
- Lange, Dieter (1938–2010), deutscher Bühnen- und Kostümbildner und Maler
- Lange, Dieter (* 1940), deutscher Fußballspieler
- Lange, Dirk (* 1963), deutscher Schwimmer, Nationaltrainer der deutschen Schwimmmannschaft
- Lange, Dirk (* 1964), deutscher Politikwissenschaftler und Universitätsprofessor
- Lange, Dorothea (1681–1728), deutsche Dichterin, Mitglied des Pegnesischen Blumenordens
- Lange, Dorothea (1895–1965), US-amerikanische DokumentarfotografinDorothea Lange (1895–1965)

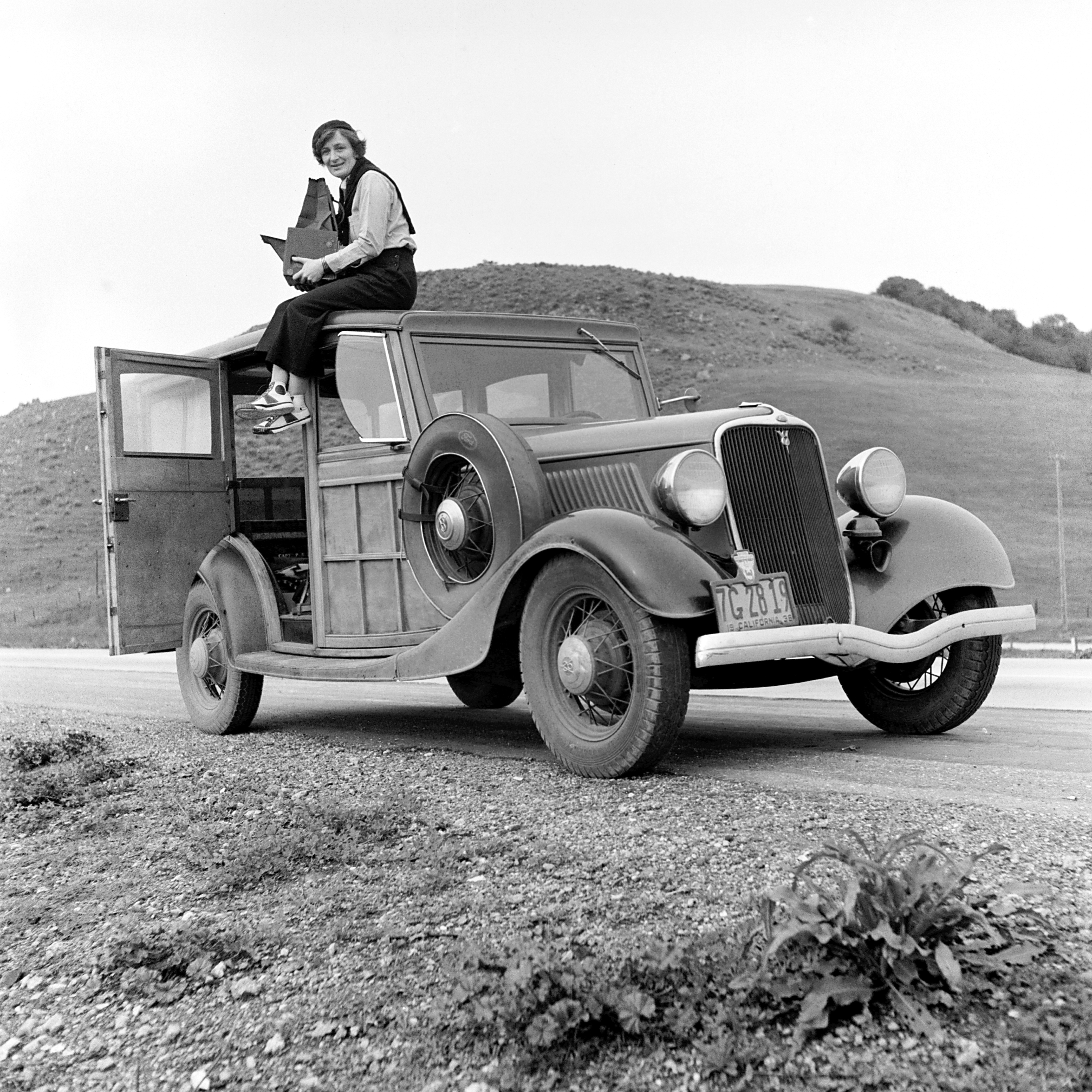
Dorothea Lange (1895–1965)

#### Lange, E
- Lange, Eberhard (* 1967), deutscher Koch
- Lange, Eckart (* 1947), deutscher Musikpädagoge
- Lange, Eckart (* 1961), deutscher Landschaftsplaner
- Lange, Edmund (1855–1932), deutscher Klassischer Philologe, Historiker und Bibliothekar
- Lange, Eduard, preußischer Offizier und Militärschriftsteller
- Lange, Eduard (1799–1850), deutscher Gymnasiallehrer und Altphilologe
- Lange, Eduard (1803–1868), deutscher Lehrer und Pomologe
- Lange, Elisabeth (1900–1944), deutsche Widerstandskämpferin gegen den Nationalsozialismus
- Lange, Ellen de (* 1965), niederländische Rollstuhltennisspielerin
- Lange, Elsbeth (1928–2009), deutsche Palynologin (Pollenanalytikerin)
- Lange, Emil (1825–1899), Fotopionier
- Lange, Emil (1884–1968), deutscher Architekt
- Lange, Emma-Maria (1921–2016), deutsche Bildhauerin und Puppenmacherin
- Lange, Erhard (1929–2017), deutscher marxistischer Philosoph
- Lange, Erhard H. M. (* 1937), deutscher Politikwissenschaftler
- Lange, Eric (* 1973), US-amerikanischer SchauspielerEric Lange (* 1973)

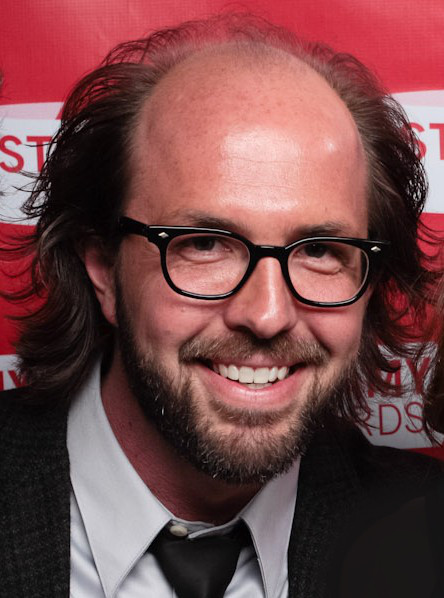
Eric Lange (* 1973)

- Lange, Erich (1889–1965), deutscher Geologe und Politiker (SED)
- Lange, Erich (1896–1981), deutscher Chemiker
- Lange, Erich (1898–1941), deutscher Tontechniker
- Lange, Erich (1908–1954), deutscher Politiker (SPD), Mitglied der Stadtverordnetenversammlung von Groß-Berlin
- Lange, Ernst (1650–1727), deutscher Kirchenlieddichter
- Lange, Ernst (1905–1971), deutscher Widerstandskämpfer und Parteifunktionär (SED)
- Lange, Ernst (1927–1974), deutscher protestantischer Theologe, Kirchenreformer und Hochschullehrer
- Lange, Ernst Heinrich (1876–1952), deutscher Unternehmer und Verlagsbuchhändler
- Lange, Ernst Michael (* 1947), deutscher Philosoph
- Lange, Erwin (1913–1982), deutscher Pyrotechniker beim Film
- Lange, Erwin (1914–1991), deutscher Politiker (SPD), MdB, MdEP
- Lange, Esther de (* 1975), niederländische Politikerin (CDA), MdEP

#### Lange, F
- Lange, Fabian (* 1965), deutscher Autor und Journalist
- Lange, Felix, deutscher Rechtswissenschaftler und Hochschullehrer
- Lange, Ferdinand, deutscher Orgel- und Instrumentenbauer in Berlin
- Lange, Ferdinand Adolph (1815–1875), deutscher Uhrmacher und UnternehmerFerdinand Adolph Lange (1815–1875)

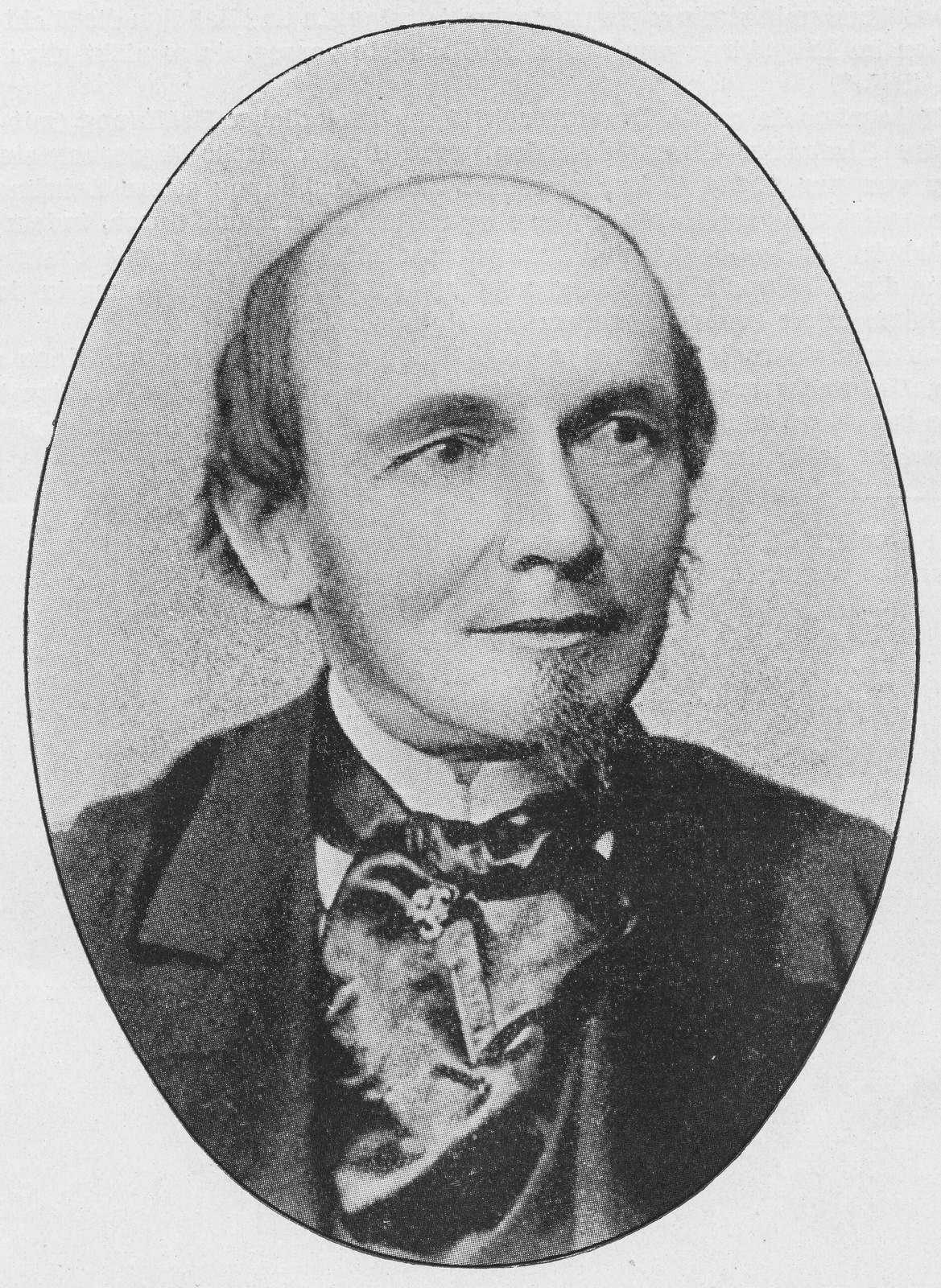
Ferdinand Adolph Lange (1815–1875)

- Lange, Florian (* 1974), deutscher Schauspieler
- Lange, Franz (* 1891), deutscher Eishockeyspieler
- Lange, Franz (1904–1985), deutscher kommunistischer Widerstandskämpfer gegen den Nationalsozialismus und Politiker (SED)
- Lange, Friedrich (1791–1859), deutscher Politiker, MdL Großherzogtum Hessen
- Lange, Friedrich (1811–1870), deutscher Architekt und Hochschullehrer
- Lange, Friedrich (1834–1875), deutscher Historienmaler
- Lange, Friedrich (1837–1918), deutscher Chemiker, Industriemanager und Politiker
- Lange, Friedrich (1849–1927), deutscher Chirurg und Förderer gemeinnütziger Einrichtungen
- Lange, Friedrich (1852–1917), deutscher völkischer Journalist und Politiker
- Lange, Friedrich Albert (1828–1875), deutscher kantianischer Philosoph, Gymnasiallehrer, Autor und SozialistFriedrich Albert Lange (1828–1875)

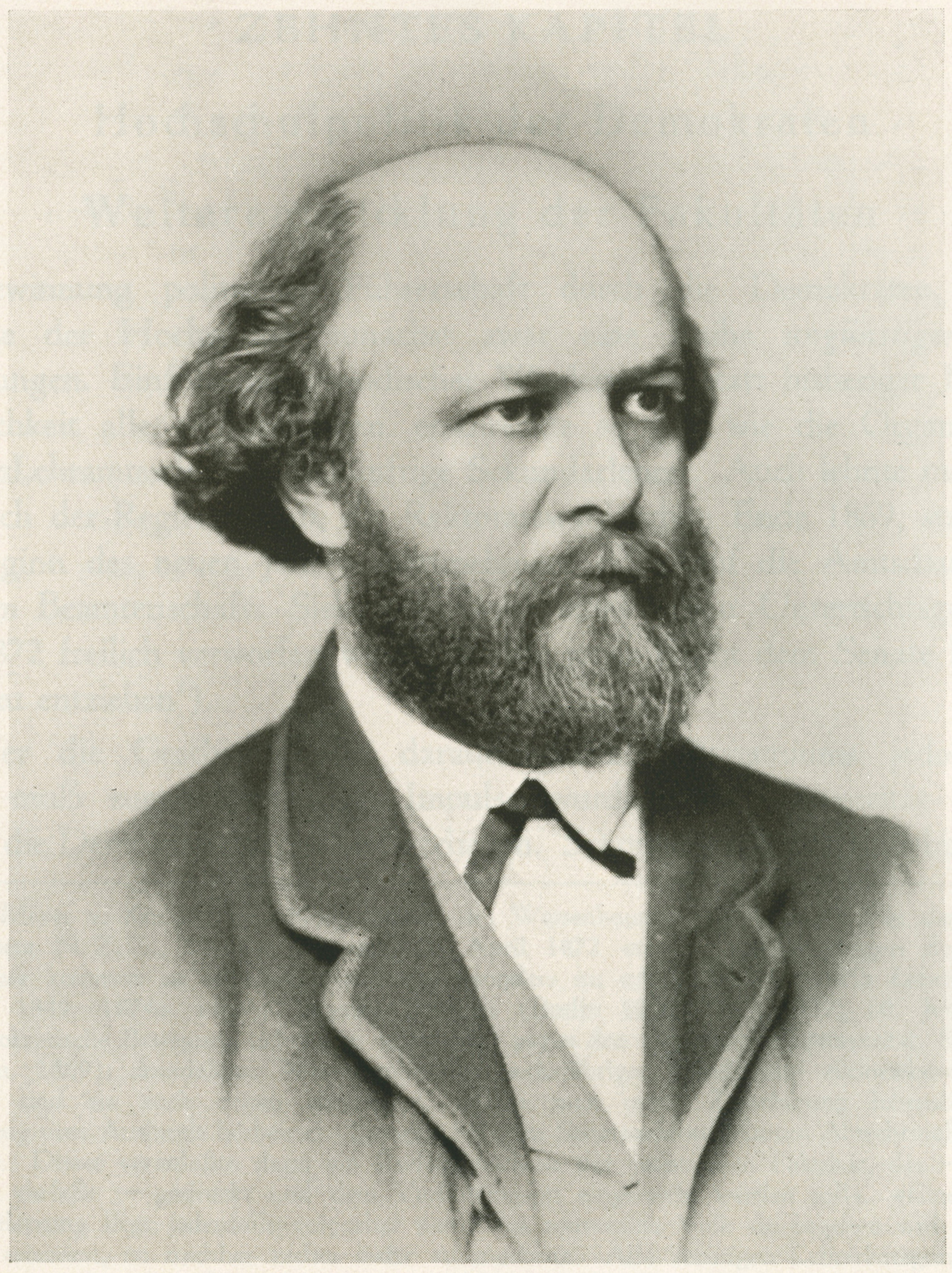
Friedrich Albert Lange (1828–1875)

- Lange, Friedrich Carl August (1879–1956), deutscher Politiker der SPD und Bürgermeister von Berlin
- Lange, Friedrich Heinrich Wilhelm (1786–1854), deutscher Lehrer (Altphilologe) und Schulrat
- Lange, Friedrich Konrad (1738–1791), deutscher Pädagoge und evangelischer Geistlicher
- Lange, Friedrich Wilhelm (1788–1839), deutscher evangelischer Geistlicher, Pädagoge und Lokalhistoriker
- Lange, Friedrich Wilhelm (1878–1961), deutscher Jurist und Lübecker Staatsrat
- Lange, Fritz, deutscher Fußballspieler
- Lange, Fritz (1851–1922), deutscher Maler
- Lange, Fritz (1864–1952), deutscher Orthopäde
- Lange, Fritz (* 1885), deutscher Ringer
- Lange, Fritz (1898–1981), deutscher Politiker (USPD, KPD, SED), MdV, Minister für Volksbildung der DDR
- Lange, Fritz (1899–1987), deutscher Physiker

#### Lange, G
- Lange, Georg (1883–1970), deutscher Chirurg und Röntgenologe
- Lange, Georg (1883–1964), deutscher Kommunalpolitiker
- Lange, Georg Martin (1937–2020), deutscher Fernsehregisseur, Texter und Buchautor
- Lange, Gerhard (1911–1983), deutscher Politiker (CDU der DDR)
- Lange, Gerhard (1933–2018), deutscher römisch-katholischer Geistlicher
- Lange, Gerhard (1935–1990), deutscher Generalmajor im Ministerium für Staatssicherheit der DDR
- Lange, Gerold (1932–2022), deutscher Basketballfunktionär
- Lange, Gottfried († 1458), Domherr in Lübeck sowie in Bardowiek und Bischof von Schwerin
- Lange, Gotthard (* 1967), deutscher Schauspieler
- Lange, Gottlieb August († 1796), deutscher Buchhändler und Verleger
- Lange, Gregor († 1587), deutscher Kantor und Komponist in Frankfurt (Oder)
- Lange, Gregor (* 1962), deutscher Jurist, Dortmunder Polizeipräsident
- Lange, Gudrun, deutsche Country-Musik-Sängerin
- Lange, Günter, deutscher Leichtathletiktrainer
- Lange, Günter (1915–1975), deutscher Politiker (CDU), MdL
- Lange, Günter (* 1932), katholischer Theologe
- Lange, Gunter (* 1939), deutscher Offizier, zuletzt Generalmajor der Bundeswehr
- Lange, Gunter (* 1949), deutscher Gewerkschafter, Journalist und Sachbuchautor
- Lange, Günter Gerhard (1921–2008), deutscher Typograf und Lehrer
- Lange, Günther (1830–1889), deutscher lutherischer Geistlicher und Politiker
- Lange, Gustav (1811–1887), deutscher Landschaftsmaler
- Lange, Gustav (1830–1889), deutscher Komponist
- Lange, Gustav (1846–1892), deutscher Kaufmann und Politiker (DFP), MdR
- Lange, Gustav (1861–1939), norwegischer Komponist, Violinist und Musikpädagoge
- Lange, Gustav (1937–2022), deutscher Landschaftsarchitekt
- Lange, Gustav Albert (1846–1918), deutscher Unternehmer, Geheimrat und Politiker, MdL (Königreich Sachsen)
- Lange, Gustav Georg (* 1812), deutscher Buchhändler, Drucker, Verleger und Zeichner

#### Lange, H
- Lange, Hajo (1935–2001), deutscher Jazz- und Unterhaltungsmusiker (Kontrabass, E-Bass)
- Lange, Halvard (1902–1970), norwegischer Politiker (Arbeiterpartei), Mitglied des Storting
- Lange, Hanns (1891–1970), deutscher Kammersänger
- Lange, Hans, deutscher Wundarzt, Opfer der Hexenverfolgung
- Lange, Hans (1884–1960), deutsch-US-amerikanischer Dirigent
- Lange, Hans (1965–2007), grönländischer Musiker und Komponist
- Lange, Hans-Dieter (1926–2012), deutscher Fernsehjournalist
- Lange, Hans-Friedrich (* 1952), deutscher Jurist, Richter am Bundesfinanzhof a. D.
- Lange, Hans-Günther (1916–2014), deutscher Marineoffizier, U-Boot-Kommandant im Zweiten Weltkrieg
- Lange, Hans-Jürgen (* 1961), deutscher Sozialwissenschaftler und Präsident der Deutschen Hochschule der Polizei
- Lange, Hans-Peter (* 1955), deutscher Jazz- und Rock-Gitarrist und Songwriter
- Lange, Harald (* 1938), deutscher Fotograf
- Lange, Harald (* 1968), deutscher Sportwissenschaftler und Hochschullehrer
- Lange, Harry (1930–2008), deutsch-britischer Szenenbildner
- Lange, Harry (* 1983), deutsch-österreichischer Eishockeyspieler und -trainer
- Lange, Hartmut (* 1937), deutscher Schriftsteller
- Lange, Hartmut (* 1956), deutscher Schauspieler
- Lange, Hartmut E. (* 1950), deutscher Kameramann
- Lange, Hedwig (1840–1901), Bürgermeister, Mitglied des Provinziallandtages der Provinz Hessen-Nassau
- Lange, Heidi (* 1961), deutsche Basketballspielerin
- Lange, Heike (* 1955), deutsche Eisschnellläuferin
- Lange, Heiko (* 1938), deutscher Wirtschaftsmanager
- Lange, Heinrich († 1466), deutscher Politiker, Bürgermeister der Hansestadt Lüneburg und Chronist
- Lange, Heinrich (1853–1920), deutscher Chemiker
- Lange, Heinrich (1861–1939), deutscher Handwerker und Politiker, sächsischer Landtagsabgeordneter
- Lange, Heinrich (1893–1973), deutscher Physiker
- Lange, Heinrich (* 1898), deutscher Politiker (SPD), MdBB
- Lange, Heinrich (1900–1977), deutscher Rechtswissenschaftler
- Lange, Heinrich (* 1955), deutscher Flottillenadmiral
- Lange, Heinz (1914–1985), deutscher Politiker (NSDAP, FDP, NLA, DU, CDU), MdL
- Lange, Heinz de (1937–2016), deutscher Fußballspieler
- Lange, Helene (1848–1930), deutsche Politikerin (DDP), MdHB und Frauenrechtlerin, PädagoginHelene Lange (1848–1930)

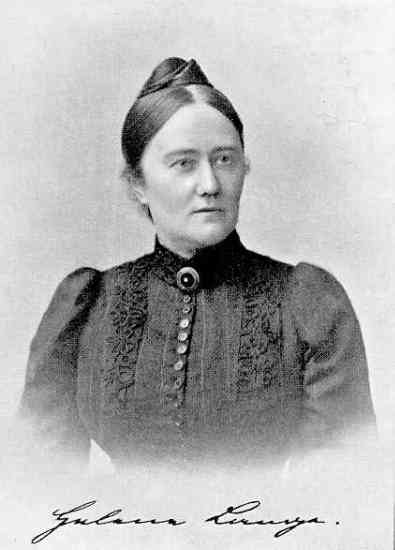
Helene Lange (1848–1930)

- Lange, Helene (1914–1996), deutsche Politikerin (CDU), MdL
- Lange, Helga (* 1949), deutsche Kommunal- und Regionalpolitikerin (GRÜNE)
- Lange, Hellmut (1923–2011), deutscher Schauspieler und Synchronsprecher
- Lange, Hellmuth (* 1903), deutscher Schriftsteller, Herausgeber und Verleger
- Lange, Hellmuth (* 1942), deutscher Soziologe
- Lange, Helmut (1928–2009), deutscher Jurist und Kommunalpolitiker (CSU)
- Lange, Hendrik (* 1974), deutscher Feldhockeyspieler
- Lange, Hendrik (* 1977), deutscher Politiker (Die Linke), MdL
- Lange, Henry (1821–1893), deutscher Kartograf und Schriftsteller
- Lange, Herbert (1908–1971), deutsch-österreichischer Maler, Zeichner, Schriftsteller, Journalist und Publizist
- Lange, Herbert (1909–1945), deutscher Kriminalkommissar, SS-Mitglied und Kommandant des Vernichtungslagers ChelmoHerbert Lange (1909–1945)

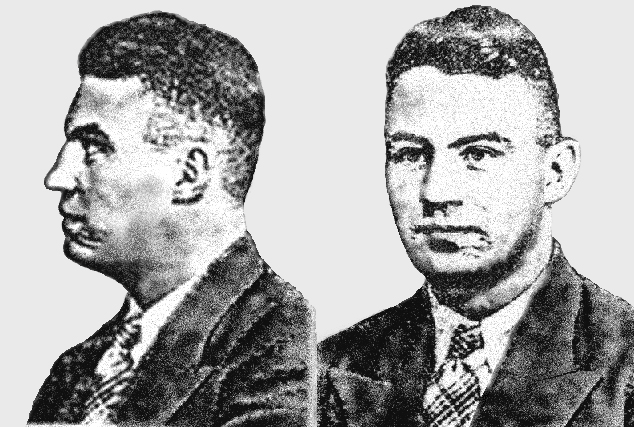
Herbert Lange (1909–1945)

- Lange, Herbert (1920–2001), deutscher Maler und Grafiker
- Lange, Herbert (* 1943), deutscher Mathematiker
- Lange, Hermann (1859–1923), deutscher Töpfer und Politiker (DDP)
- Lange, Hermann (1878–1936), Jesuit und katholischer Theologe
- Lange, Hermann (1880–1942), deutscher katholischer Geistlicher
- Lange, Hermann (1890–1939), deutscher Maler und Grafiker
- Lange, Hermann (1912–1943), deutscher katholischer Priester, Seliger und einer der Lübecker Märtyrer
- Lange, Hermann (1922–2018), deutscher Rechtshistoriker
- Lange, Holger (* 1960), deutscher Politiker (SPD)
- Lange, Hope (1933–2003), US-amerikanische Schauspielerin
- Lange, Horst (1904–1971), deutscher Schriftsteller
- Lange, Horst (1934–2010), deutscher Politiker (SPD), MdA und Pazifist
- Lange, Horst H. (1924–2001), deutscher Jazzautor

#### Lange, I
- Lange, Inge (1927–2013), deutsche SED-Funktionärin, MdVInge Lange (1927–2013)

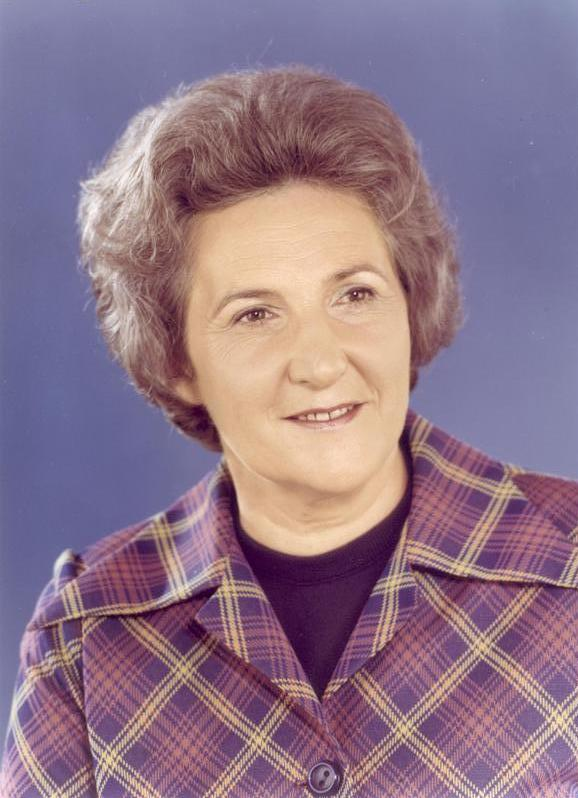
Inge Lange (1927–2013)

- Lange, Irmgard (1941–2014), deutsche Schauspielerin und Regisseurin

#### Lange, J
- Lange, Jakob (* 1995), deutscher Nordischer Kombinierer
- Lange, Jakob Emanuel (1864–1941), dänischer Mykologe
- Lange, Jan Philip (* 1974), deutscher Filmproduzent, Herstellungsleiter, Produktionsleiter und Producer für Postproduction
- Lange, Jasper († 1510), Kaufmann und Ratsherr der Hansestadt Lübeck
- Lange, Jessica (* 1949), US-amerikanische FilmschauspielerinJessica Lange (* 1949)

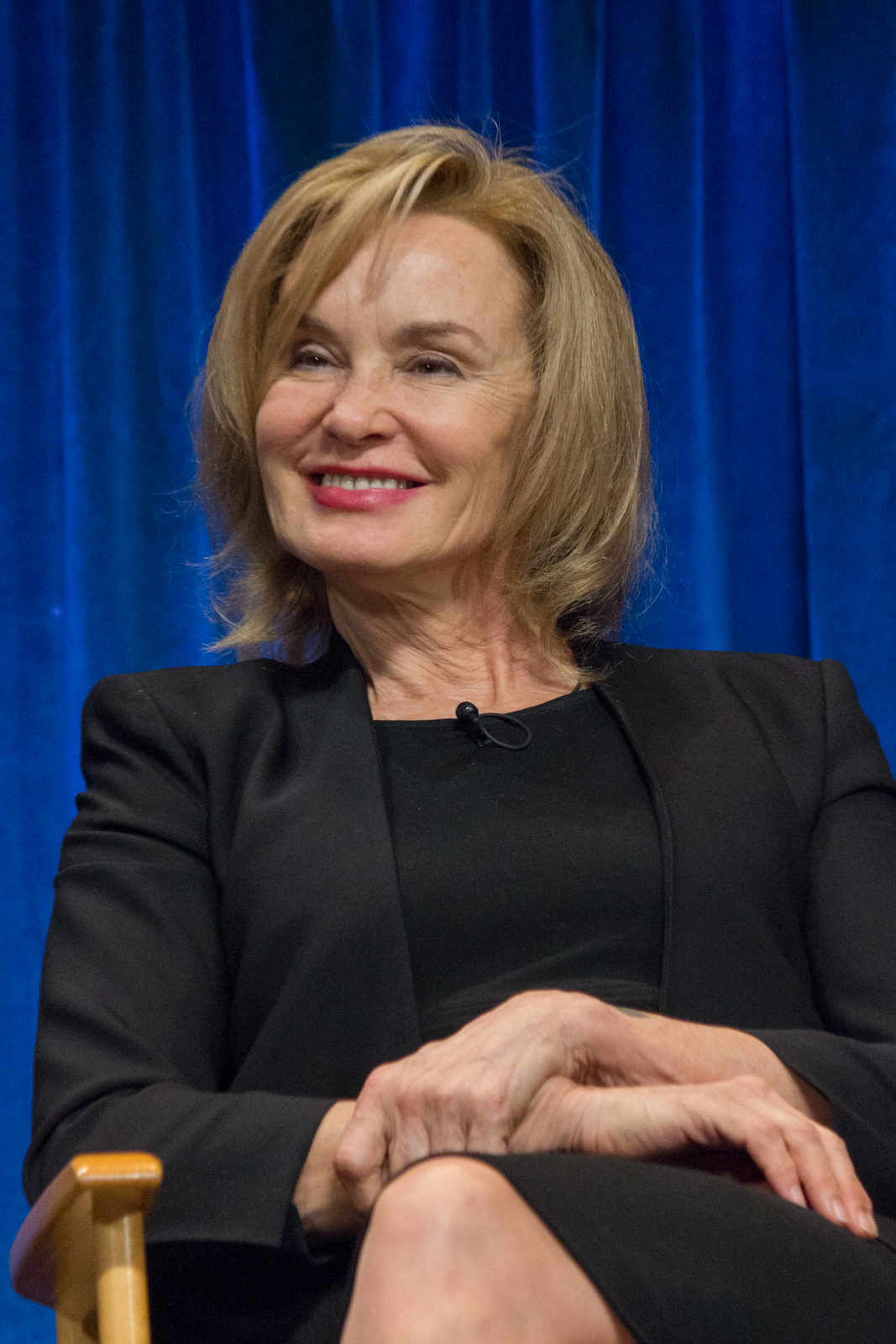
Jessica Lange (* 1949)

- Lange, Joachim (* 1668), deutscher Zimmermeister
- Lange, Joachim (1670–1744), deutscher evangelischer Theologe
- Lange, Joaquim de (1906–1992), niederländischer römisch-katholischer Ordensgeistlicher und Prälat von Tefé
- Lange, Joep (1954–2014), niederländischer Mediziner
- Lange, Johan (* 1886), grönländischer Handelsverwalter und Landesrat
- Lange, Johan (* 1909), grönländischer Landesrat
- Lange, Johan Martin Christian (1818–1898), dänischer Botaniker
- Lange, Johann, Hofmaler
- Lange, Johann († 1385), Ratsherr der Hansestadt Lübeck
- Lange, Johann († 1415), Bürgermeister der Hansestadt Lübeck
- Lange, Johann, deutscher Arzt und Übersetzer
- Lange, Johann († 1548), deutscher Theologe, Humanist und Reformator
- Lange, Johann (* 1543), deutscher Orgelbauer
- Lange, Johann (1755–1815), deutscher Pädagoge
- Lange, Johann (1775–1844), deutscher Schiffbauer, Werftbesitzer und Reeder
- Lange, Johann (1823–1908), deutscher Landschaftsmaler der Düsseldorfer Schule
- Lange, Johann (1897–1956), deutscher Politiker (SPD), MdL
- Lange, Johann Christian (1669–1756), deutscher lutherischer Geistlicher, Theologe und Hochschullehrer
- Lange, Johann Friedrich (1891–1968), niederdeutscher Autor
- Lange, Johann Georg, deutscher Kupferstecher, Zeichner und Porträtist
- Lange, Johann Gottfried (1718–1786), deutscher Baumeister
- Lange, Johann Joachim († 1765), deutscher Mathematiker, Dichter und Mineraloge
- Lange, Johann Lobegott Ferdinand (1798–1852), deutscher Theologe
- Lange, Johann Peter (1802–1884), deutscher evangelischer Theologe
- Lange, Johannes (1867–1953), deutscher evangelisch-lutherischer Pastor und Landessuperintendent
- Lange, Johannes (1891–1938), deutscher Psychiater, Neurologe und Hochschullehrer
- Lange, Johannes (1940–1969), deutsches Todesopfer der Berliner Mauer
- Lange, Johannes (* 1985), deutscher Basketballspieler
- Lange, Johannes (* 1985), deutscher Schriftsteller
- Lange, Johannes (* 1989), deutscher Schauspieler
- Lange, Johnny (1905–2006), US-amerikanischer Filmkomponist
- Lange, Jörg (* 1959), deutsch-burkinischer Theologe, Wasserbauingenieur und Entwicklungshelfer
- Lange, Jörn (1903–1946), deutscher Chemiker
- Lange, Josef (* 1948), deutscher Verwaltungsbeamter und StaatssekretärJosef Lange (* 1948)

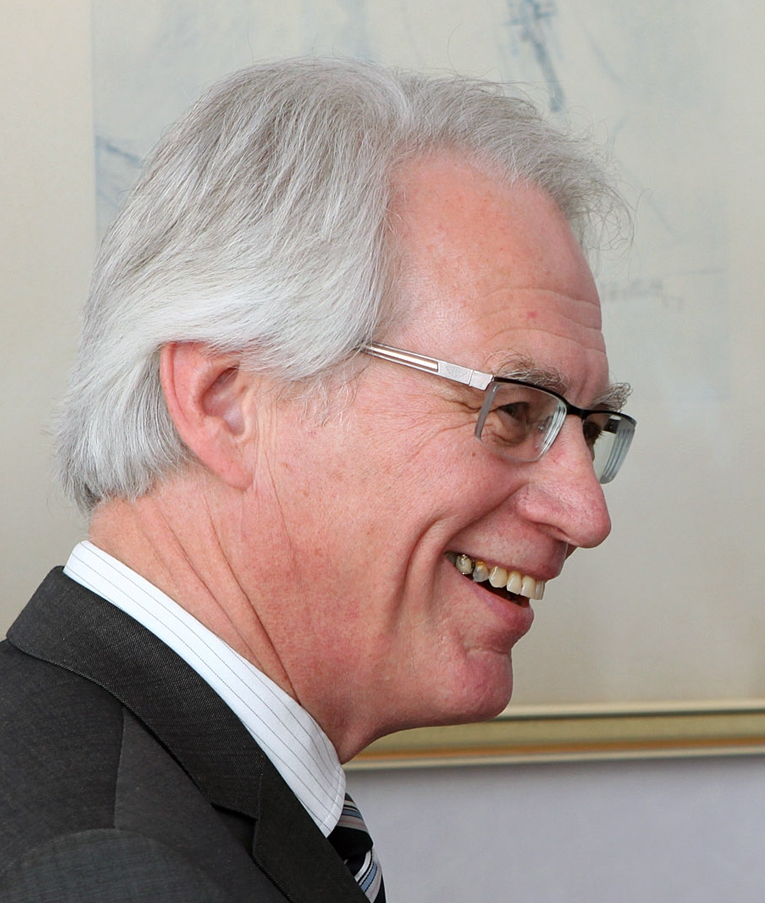
Josef Lange (* 1948)

- Lange, Joseph (1751–1831), deutscher Schauspieler, Maler, Komponist und Schriftsteller
- Lange, Joseph (1911–2007), deutscher Historiker und Archivleiter
- Lange, Joshua (* 1994), deutscher Produzent, Komponist und Musiker
- Lange, Józef (1897–1972), polnischer Radsportler
- Lange, Juan D. (* 1955), uruguayisch-deutscher Tänzer und Tanzlehrer
- Lange, Julia (* 1983), deutsche Autorin der Phantastik
- Lange, Julian (* 1987), deutscher Germanist und Sprecher der saarländischen Landesregierung
- Lange, Julius (1817–1878), deutscher Maler
- Lange, Julius Gustav (1815–1905), deutscher Numismatiker
- Lange, Julius Henrik (1838–1896), dänischer Kunsthistoriker und Ästhetiker
- Lange, Jürgen (* 1943), deutscher Sportwissenschaftler und Hochschullehrer
- Lange, Jürgen (* 1967), deutscher Fußballspieler
- Lange, Justus (* 1968), deutscher Kunsthistoriker und Museumsdirektor

#### Lange, K
- Lange, Karl († 1867), deutscher Hofmaurermeister, Bauunternehmer und Stiftungsgründer
- Lange, Karl (1849–1924), deutscher Pädagoge
- Lange, Karl (1892–1966), deutscher Politiker (NSDAP)
- Lange, Karl (1893–1983), deutscher Schulleiter und Historiker
- Lange, Karl Arthur (1881–1947), deutscher Volkswirt und Politiker
- Lange, Karl Gottlieb (1780–1842), deutscher Kommunalpolitiker, Oberbürgermeister von Breslau
- Lange, Karl Heinrich (1703–1753), deutscher Theologe und Pädagoge
- Lange, Karl Nicolaus (1670–1741), Schweizer Arzt und Mineraloge
- Lange, Karl-Heinz (1929–2010), deutscher Schriftgestalter und Typograf
- Lange, Karl-Ludwig (* 1949), deutscher Fotograf
- Lange, Karl-Wilhelm (1933–2022), deutscher Kommunalpolitiker und Verbandsfunktionär
- Lange, Karlheinz (1922–1999), deutscher Journalist
- Lange, Karsten (* 1957), deutscher Fußballtorhüter
- Lange, Katherina (* 1963), deutsche Theater- und Fernsehschauspielerin
- Lange, Kathrin (* 1969), deutsche Schriftstellerin
- Lange, Katrin (* 1942), deutsche Schriftstellerin und Theaterwissenschaftlerin
- Lange, Katrin (* 1971), deutsche Politikerin (SPD)
- Lange, Katrin (* 1981), deutsche Fußballspielerin
- Lange, Klara (* 1998), deutsche SchauspielerinKlara Lange (* 1998)

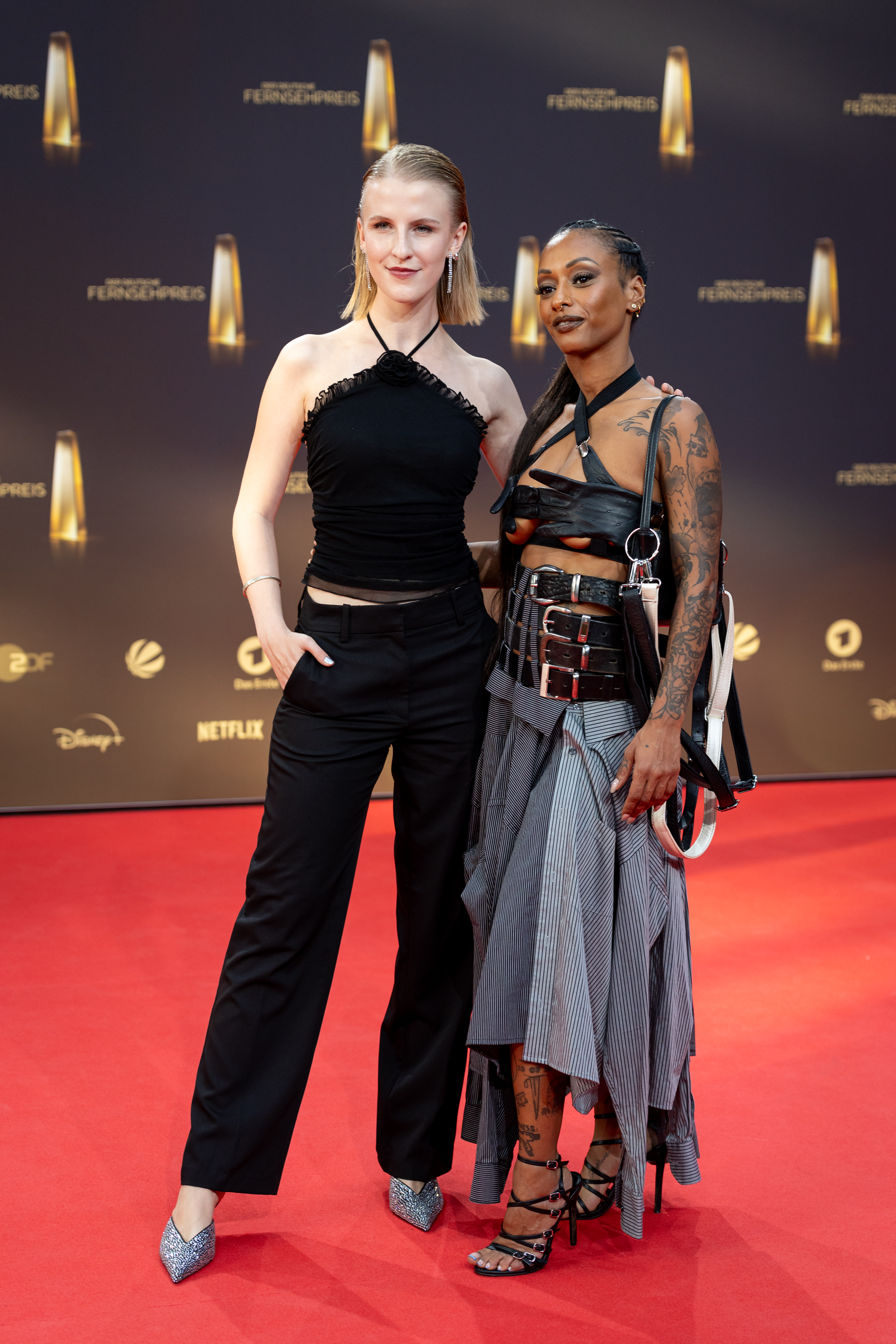
Klara Lange (* 1998)

- Lange, Klaus (1939–2020), deutscher Rechtswissenschaftler und Hochschullehrer
- Lange, Klaus (* 1939), deutscher Kommunalpolitiker, Lehrer und Handballspieler
- Lange, Knud (* 1984), deutscher Ruderer und Sportler des Jahres in Bremen
- Lange, Knut Werner (* 1964), deutscher Rechtswissenschaftler
- Lange, Konrad von (1855–1921), deutscher Kunsthistoriker und -lehrer
- Lange, Kristina (* 1939), deutsche Tibetologin und Autorin
- Lange, Kurt (1881–1958), deutscher Komponist
- Lange, Kurt (1895–1990), deutscher Bankier und Vizepräsident der Deutschen Reichsbank
- Lange, Kurt (1899–1964), deutscher Kommunist und Widerstandskämpfer
- Lange, Kurt (1919–2009), deutscher Ingenieur und Hochschullehrer
- Lange, Kurt (1925–1989), deutscher Militär, Generalleutnant der NVA der DDR
- Lange, Kurt (1926–2005), deutscher Politiker (SPD), Glaser und Maler

#### Lange, L
- Lange, Laura (1868–1953), deutsche Künstlerin
- Lange, Laura (* 1972), deutsche Fernseh-Journalistin
- Lange, Liselotte (1922–2018), deutsche Kunsthandwerkerin
- Lange, Lorenz (1684–1752), schwedisch-russischer Forschungsreisender und Diplomat
- Lange, Lothar (* 1894), deutscher NS-Funktionär
- Lange, Ludolf (1547–1626), deutscher evangelischer Geistlicher und Chronist
- Lange, Ludwig (1808–1868), deutscher Architekt, Architektur- und Landschaftszeichner
- Lange, Ludwig (1825–1885), deutscher Altphilologe
- Lange, Ludwig (1847–1928), deutscher Müller und Politiker, Landtagsabgeordneter Waldeck
- Lange, Ludwig (1863–1936), deutscher Physiker und Psychologe
- Lange, Lukas (* 1995), deutscher Schauspieler

#### Lange, M
- Lange, Mademoiselle (1772–1825), französische Schauspielerin
- Lange, Malcolm (* 1973), südafrikanischer Radrennfahrer
- Lange, Manfred (* 1942), deutscher Fußballtorwart
- Lange, Manfred (* 1950), deutscher Generalleutnant
- Lange, Marc (* 1963), US-amerikanischer Philosoph
- Lange, Maria (1904–1965), polnische Sportlerin
- Lange, Maria (* 2000), deutsche Fußballspielerin
- Lange, Marianne (1910–2005), deutsche SED-Funktionärin
- Lange, Marina, deutsche Tischtennisspielerin
- Lange, Marita (* 1943), deutsche Leichtathletin und Olympiamedaillengewinnerin
- Lange, Marius Felix (* 1968), deutscher Komponist
- Lange, Martin (* 1636), deutscher Zimmermeister
- Lange, Martin (1753–1792), Siebenbürger Arzt und Mitglied der „Leopoldina“
- Lange, Mathias (* 1985), deutsch-österreichischer Eishockeytorhüter
- Lange, Mathieu (1905–1992), deutscher Musiker
- Lange, Matthias (* 1963), deutscher Radrennfahrer und nationaler Meister im Radsport
- Lange, Maurin (* 2000), Schweizer Ruderer
- Lange, Max (1832–1899), deutscher Schachspieler und Verleger
- Lange, Max (1868–1947), deutscher Arzt und Bildhauer des Jugendstils, spätimpressionistischer Maler und Radierer
- Lange, Max (1883–1923), deutscher Mathematiker und Go-Spieler
- Lange, Max (1899–1975), deutscher Orthopäde und Hochschullehrer
- Lange, Max (1905–1952), deutscher Politiker (SPD), MdA
- Lange, Max Gustav (1899–1963), deutscher Pädagoge und Soziologe
- Lange, Michael (* 1950), deutscher Maler
- Lange, Michael (* 1958), deutscher Biologe, Moderator, Wissenschafts- und Hörfunkjournalist
- Lange, Michi, deutscher DJ und Remix-Produzent der elektronischen Musikszene
- Lange, Miriam (* 1980), deutsche Fernsehjournalistin, Fernsehmoderatorin und Wettermoderatorin
- Lange, Monique (1926–1996), französische Autorin, Schauspielerin und Übersetzerin
- Lange, Moritz Wulf (* 1971), deutscher Hörspiel- und Romanautor
- Lange, Myrtle, deutsche Squashspielerin

#### Lange, N
- Lange, Nico (* 1975), deutscher Politologe, Publizist und Politik-BeraterNico Lange (* 1975)
- Lange, Nicole (* 1983), deutsche Autorin

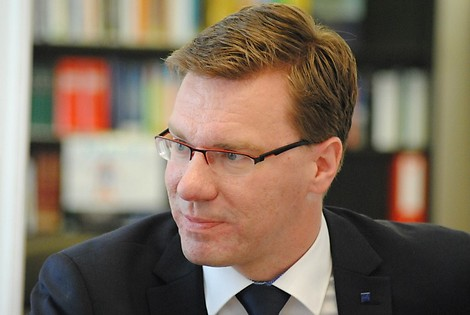
Nico Lange (* 1975)

- Lange, Nikolai Nikolajewitsch (1858–1921), russischer Psychologe und ein Vertreter der experimentellen Psychologie
- Lange, Nina (* 1998), deutsche Fußballspielerin
- Lange, Norah (1905–1972), argentinische Schriftstellerin
- Lange, Norbert (* 1978), deutscher Schriftsteller

#### Lange, O
- Lange, Olaf (* 1972), deutscher Basketballtrainer
- Lange, Oskar (1904–1965), polnischer Ökonom und Politiker, Mitglied des Sejm
- Lange, Oswald (1912–2000), deutsch-amerikanischer Luft- und Raumfahrtingenieur
- Lange, Otto (1856–1929), deutscher Kaufmann und Klavierfabrikant
- Lange, Otto (1878–1953), deutscher Bürgermeister und Verbandsfunktionär
- Lange, Otto (1879–1944), deutscher expressionistischer Maler und Graphiker
- Lange, Otto (1924–2008), deutscher Maler und Musiker
- Lange, Otto Heinrich (1821–1887), deutscher Pianist, Chorleiter, Komponist und Herausgeber
- Lange, Otto Ludwig (1927–2017), deutscher Biologe

#### Lange, P
- Lange, P. Werner (* 1943), deutscher Autor von Biografien, Reisebeschreibungen, erzählenden Sachbüchern und Hörspielen
- Lange, Patrick (* 1981), deutscher Dirigent
- Lange, Patrick (* 1986), deutscher TriathletPatrick Lange (* 1986)

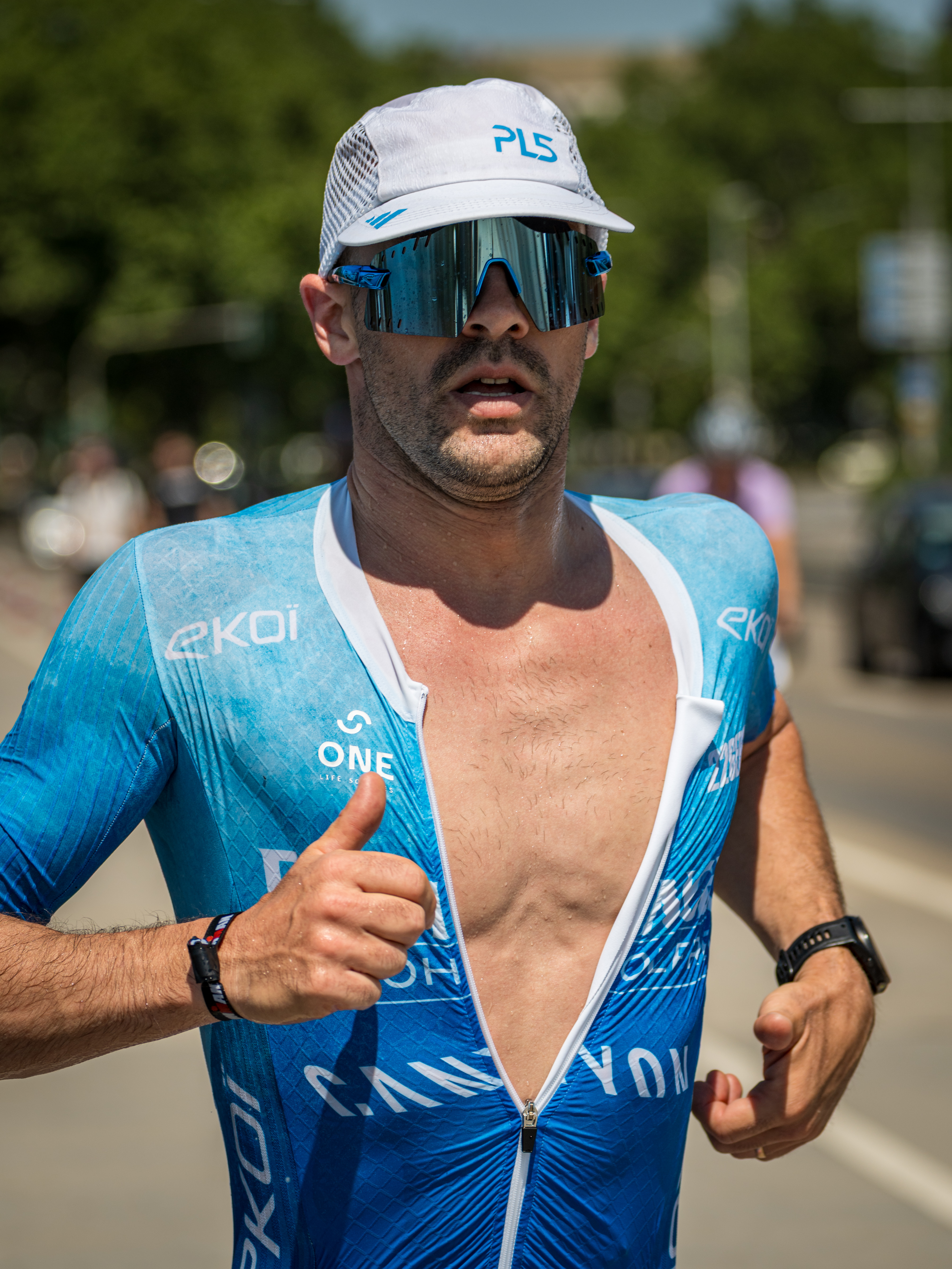
Patrick Lange (* 1986)

- Lange, Paul (1850–1890), österreichischer Architekt
- Lange, Paul (1853–1932), deutscher Architekt
- Lange, Paul (1857–1919), Hofkapellmeister der letzten beiden osmanischen Sultane
- Lange, Paul (1880–1951), deutscher Politiker und Gewerkschafter
- Lange, Paul (1931–2016), deutscher Kanute
- Lange, Peter (* 1938), deutscher Jazzmusiker
- Lange, Peter (* 1958), deutscher Journalist, Korrespondent und Chefredakteur beim Deutschlandradio Kultur
- Lange, Peter (* 1966), deutscher Fußballschiedsrichter
- Lange, Pia Annika (* 1982), deutsche Rechtswissenschaftlerin und Professorin für Öffentliches Recht
- Lange, Preben (1948–2013), grönländischer Politiker (Siumut) und Lehrer

#### Lange, R
- Lange, Rainer (* 1956), deutscher Fußballspieler
- Lange, Rainer R. (1917–1979), deutscher Schauspieler und Regisseur
- Lange, Ralf (* 1961), deutscher Kunsthistoriker und Autor
- Lange, Ralph (* 1967), deutscher Politiker (FDP)
- Lange, Raul, deutscher Theaterschauspieler aus dem Kreis um Max Reinhardt
- Lange, Regina (1957–2021), deutsche Bildhauerin
- Lange, René (* 1988), deutscher Fußballspieler
- Lange, Ricardo (* 1981), deutscher Krankenpfleger
- Lange, Richard (1845–1932), Uhrmacher und Unternehmer
- Lange, Richard (1868–1939), deutscher Marineoffizier, zuletzt Konteradmiral
- Lange, Richard (1879–1944), deutscher Bildhauer
- Lange, Richard (* 1881), deutscher Politiker (Zentrum), MdL
- Lange, Richard (1887–1963), deutscher Politiker (KPD), MdL Sachsen
- Lange, Richard (1888–1969), deutscher Lehrer, Natur- und Heimatfreund
- Lange, Richard (1906–1995), deutscher Rechtswissenschaftler und Kriminologe
- Lange, Robby (* 1968), deutscher Mentaltrainer
- Länge, Robert (1912–1943), deutscher Maler
- Lange, Robert (1947–2000), deutscher Radrennfahrer und Radsporttrainer
- Lange, Robert (* 1948), britischer Musikproduzent
- Lange, Roland (* 1954), deutscher Schriftsteller
- Lange, Rolf (* 1942), deutscher Politiker (SPD), MdHB, Hamburger Innensenator
- Lange, Rolf-Peter (1944–2024), deutscher Politiker (FDP)
- Lange, Rüdiger (* 1953), deutscher Herzchirurg und Hochschullehrer
- Lange, Rudolf (1830–1907), deutscher Schauspieler
- Lange, Rudolf (1850–1933), deutscher Linguist und Japanologe
- Lange, Rudolf (1879–1945), deutscher Politiker (DNVP), MdR
- Lange, Rudolf (* 1887), deutscher Politiker (NSDAP), MdL
- Lange, Rudolf (1910–1945), deutscher SS-Standartenführer und Kommandeur
- Lange, Rudolf (1914–2007), deutscher Journalist, Theaterkritiker, Lehrer, Autor und Herausgeber
- Lange, Rudolf (* 1941), deutscher Marineoffizier und Politiker (FDP), MdHB
- Lange, Ruth (1908–1994), deutsche Leichtathletin
- Lange, Ruth (1915–2008), deutsche Opernsängerin

#### Lange, S
- Lange, Sabine (1936–1998), deutsche Krankenschwester im Tropeninstitut in West-Berlin
- Lange, Sabine (* 1953), deutsche Schriftstellerin
- Lange, Sabrina (* 1967), deutsche Reality-TV-Teilnehmerin
- Lange, Samuel (1618–1667), deutscher lutherischer Theologe
- Lange, Samuel de (1840–1911), niederländisch-deutscher Organist, Lehrer und Komponist
- Lange, Samuel Gotthold (1711–1781), deutscher Dichter und Pietist
- Lange, Samuel Gottlieb (1767–1823), deutscher lutherischer Theologe und Prediger
- Lange, Santiago (* 1961), argentinischer Marineingenieur und olympischer Segler
- Lange, Sascha (* 1971), deutscher Autor, Historiker und Musiker
- Lange, Sebastian (* 1987), deutscher Fußballtorhüter
- Lange, Sigurd (1904–2000), deutscher Maler und Grafiker
- Lange, Silke, deutsche Übersetzerin
- Lange, Simone (* 1976), deutsche Politikerin (SPD), MdLSimone Lange (* 1976)

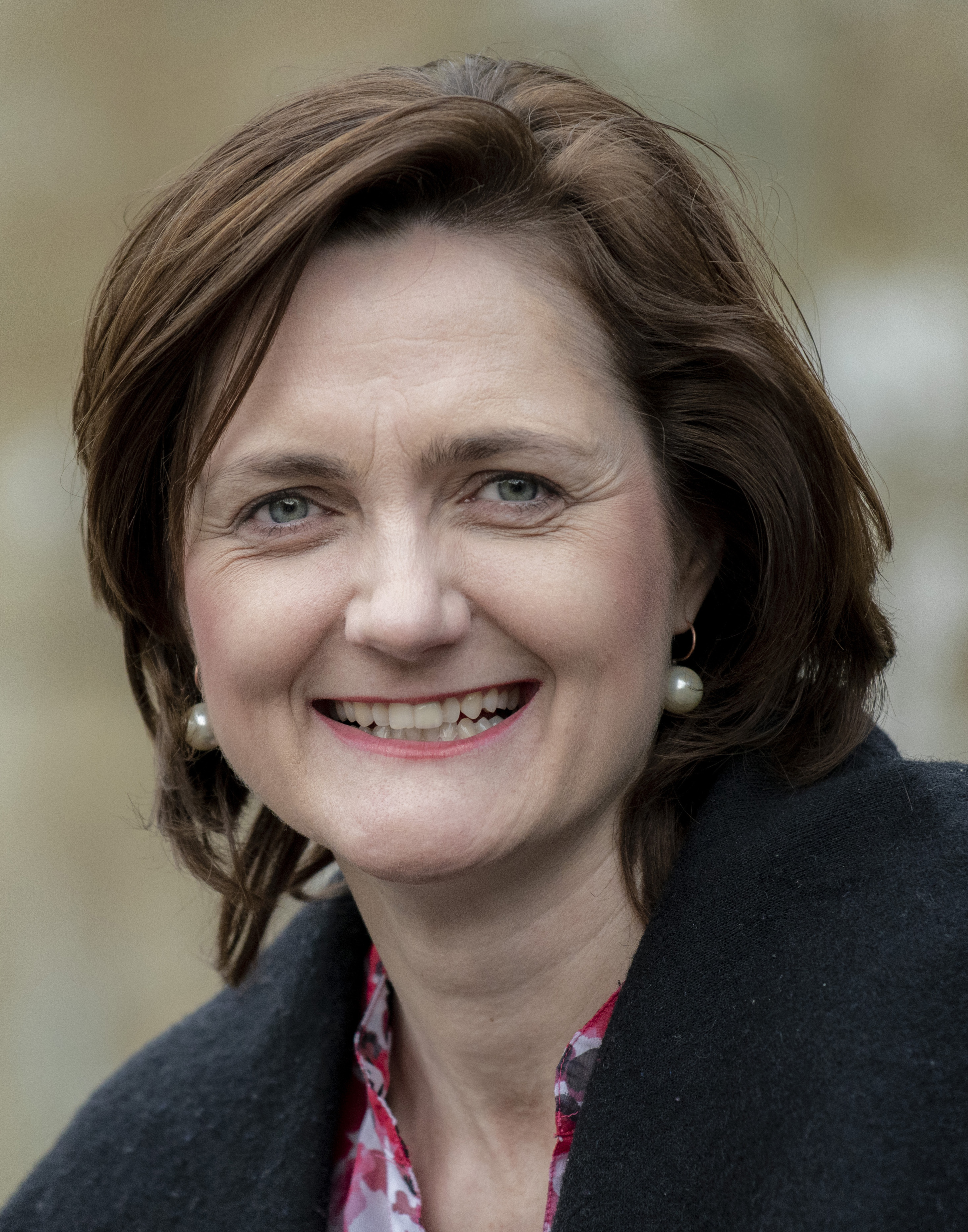
Simone Lange (* 1976)

- Lange, Sophie (1936–2023), deutsche Autorin und Heimatkundlerin
- Lange, Søren (* 1954), grönländischer Musiker
- Lange, Steffen (1931–2006), deutscher Gebrauchsgrafiker und Illustrator
- Lange, Susanne (* 1959), deutsche Kunstwissenschaftlerin
- Lange, Susanne (* 1964), deutsche Philologin und literarische Übersetzerin
- Lange, Sven (1967–1992), deutscher Boxer
- Lange, Sven (* 1967), deutscher Offizier und Militärhistoriker
- Lange, Sybille (* 1964), deutsche Fußballspielerin

#### Lange, T
- Lange, Tanja (* 1975), deutsche Mathematikerin und Hochschullehrerin
- Lange, Tatjana (* 1949), deutsche Ingenieurin und Hochschullehrerin für Regelungstechnik
- Lange, Ted (* 1948), US-amerikanischer Autor, Regisseur, Filmproduzent sowie Film- und TheaterschauspielerTed Lange (* 1948)

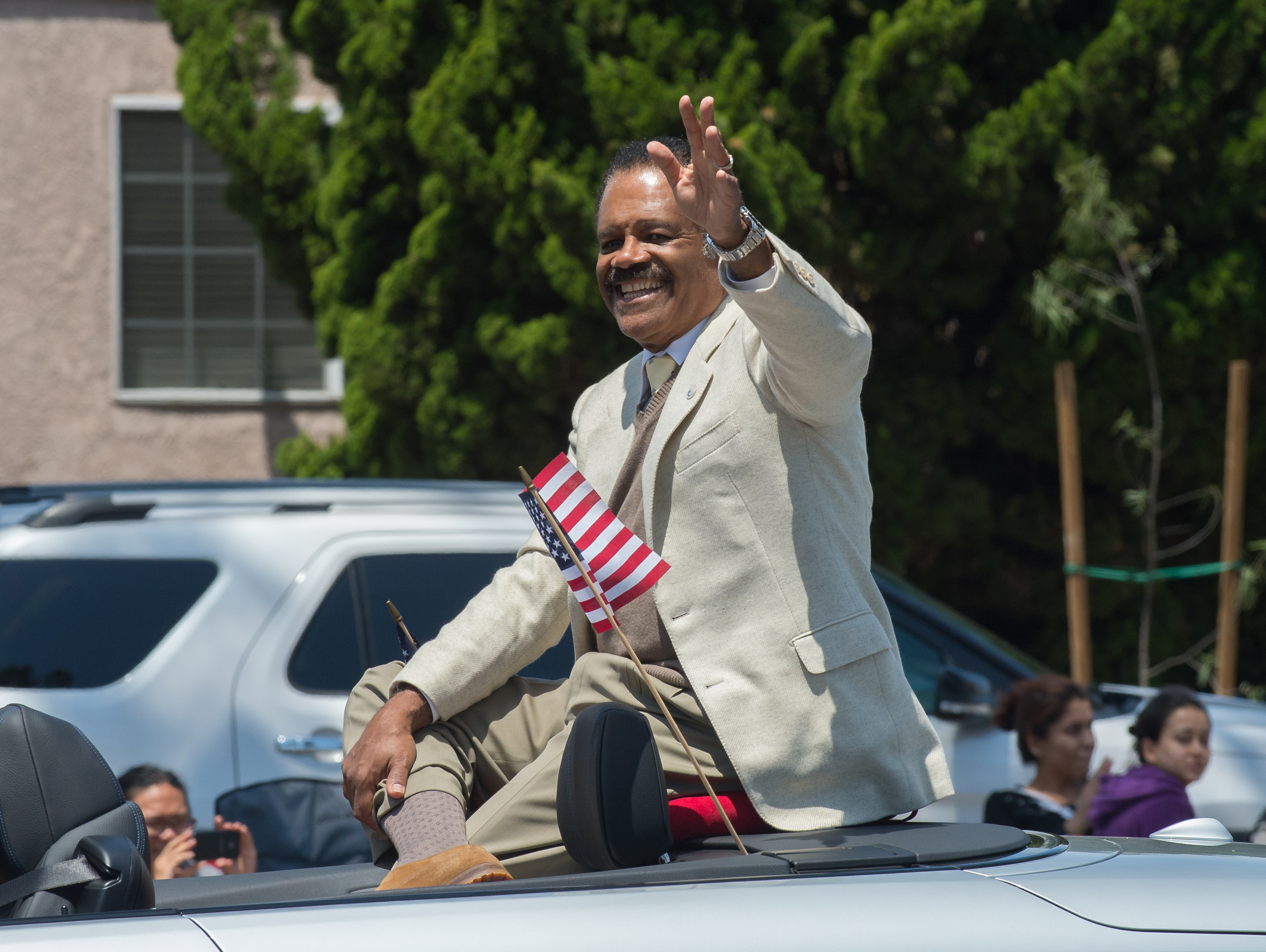
Ted Lange (* 1948)

- Lange, Theo, deutscher Fernsehjournalist und -produzent
- Lange, Thomas (* 1943), deutscher Historiker und Archivpädagoge
- Lange, Thomas (* 1957), deutscher Künstler
- Lange, Thomas (* 1964), deutscher Ruderer
- Lange, Thomas (* 1966), deutscher Autor, Regisseur, Komponist und Produzent
- Lange, Thor (1851–1915), dänischer Schriftsteller und Übersetzer
- Lange, Tim (* 1963), deutscher TV-Producer, Autor und Regisseur
- Lange, Timo (* 1968), deutscher Fußballspieler und -trainer
- Lange, Titia de (* 1955), niederländische Zellbiologin und Genetikerin
- Lange, Tom F. (* 1963), österreichischer Schriftsteller
- Lange, Torsten (* 1945), deutscher Politiker (Grüne, Statt Partei, pro NRW), MdB

#### Lange, U
- Lange, Ulf (* 1967), deutscher Politiker (BSW)
- Lange, Ulrich (* 1943), deutscher Historiker und Hochschullehrer
- Lange, Ulrich (* 1969), deutscher Jurist und Politiker (CSU), MdBUlrich Lange (* 1969)

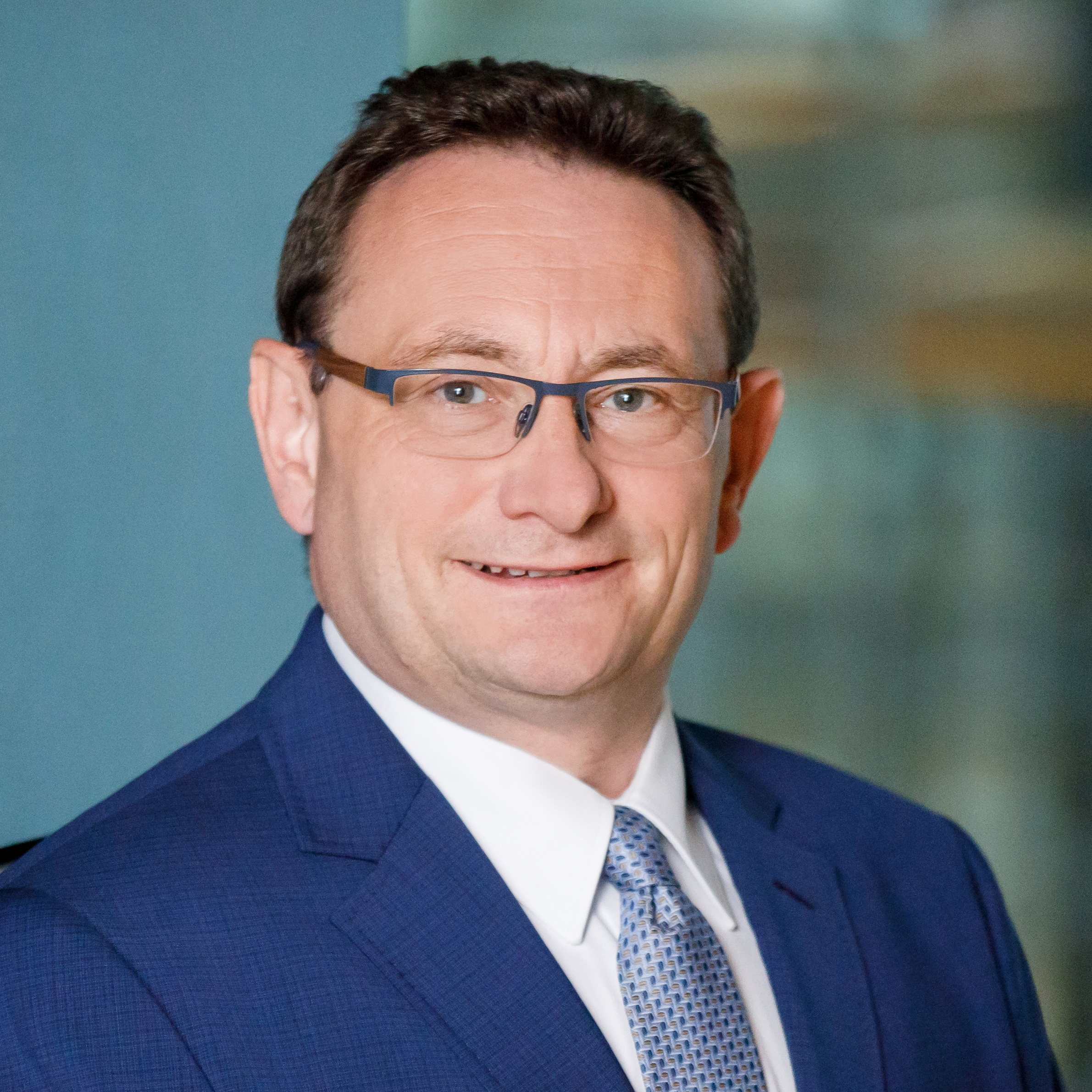
Ulrich Lange (* 1969)

- Lange, Ute (* 1960), deutsche Hebamme und Hochschullehrerin
- Lange, Uwe (* 1954), deutscher Leichtathlet

#### Lange, V
- Lange, Véronique, belgische Filmeditorin
- Lange, Victor (1908–1996), deutsch-amerikanischer Germanist und Anglist
- Lange, Vilhelm (1893–1950), dänischer Turner
- Lange, Villum (1624–1682), dänischer Mathematiker und Astronom
- Lange, Vincent (* 1974), deutscher Volleyball- und Beachvolleyballspieler
- Lange, Volker (* 1943), deutscher Politiker (SPD), MdHB und Senator
- Lange, Volker (* 1946), deutscher Arzt und Chirurg

#### Lange, W
- Lange, Walter (1882–1961), deutscher Admiralarzt der Kriegsmarine
- Lange, Walter (1886–1954), deutscher Dramatiker, Schriftsteller, Historiker und Museumskurator
- Lange, Walter (1904–1980), deutsch-baltischer Richter, Jäger und Studentenhistoriker
- Lange, Walter (1924–2017), deutscher Uhrmacher und Unternehmer
- Lange, Werner (1888–1955), deutscher Maler
- Lange, Werner (1893–1965), deutscher Vizeadmiral der Kriegsmarine
- Lange, Werner (1917–1979), deutscher Müller und Unternehmer, Ehrenbürger von Uetersen
- Lange, Werner (1929–2014), deutscher Generalleutnant
- Lange, Werner (* 1932), deutscher Funktionär und Politiker (SED, FDJ), MdV
- Lange, Werner (* 1936), deutscher Fußballspieler
- Lange, Wichard (1826–1884), deutscher Pädagoge
- Lange, Wilfried (1910–1993), deutscher Schachmeister und Schachorganisator
- Lange, Wilhelm (1767–1831), deutscher klassischer Philologe und Lehrer
- Lange, Wilhelm (1813–1881), deutscher Gynäkologe und Hochschullehrer
- Lange, Wilhelm (1875–1954), deutscher Hals-Nasen-Ohrenarzt
- Lange, Wilhelm (* 1894), deutscher Mediziner
- Lange, Willi (* 1905), deutscher Fußballspieler
- Lange, Willy (1864–1941), deutscher Gartenbaulehrer, Gartenarchitekt und Fachautor
- Lange, Willy (* 1899), deutscher Parteifunktionär (SPD)
- Lange, Wolf-Dieter (1939–2023), deutscher Romanist
- Lange, Wolfgang (1915–1984), deutscher Philologe, Mediävist
- Lange, Wolfgang (1921–1977), deutscher Pädagoge und Mathematiker
- Lange, Wolfgang (1938–2022), deutscher Kanute

### Lange-

#### Lange-B
- Lange-Berndt, Petra, deutsche Kunsthistorikerin

#### Lange-C
- Lange-Czechowicz, Markus (* 1942), polnisch-deutscher Bildhauer

#### Lange-E
- Lange-Eichbaum, Wilhelm (1875–1949), deutscher Psychiater

#### Lange-F
- Lange-Fuchs, Hauke (1934–2019), deutscher Rechtsanwalt und Autor

#### Lange-H
- Lange-Hegermann, Hermann (1877–1961), deutscher Kaufmann und Politiker (Zentrum), MdR

#### Lange-M
- Lange-Müller, Katja (* 1951), deutsche SchriftstellerinKatja Lange-Müller (* 1951)

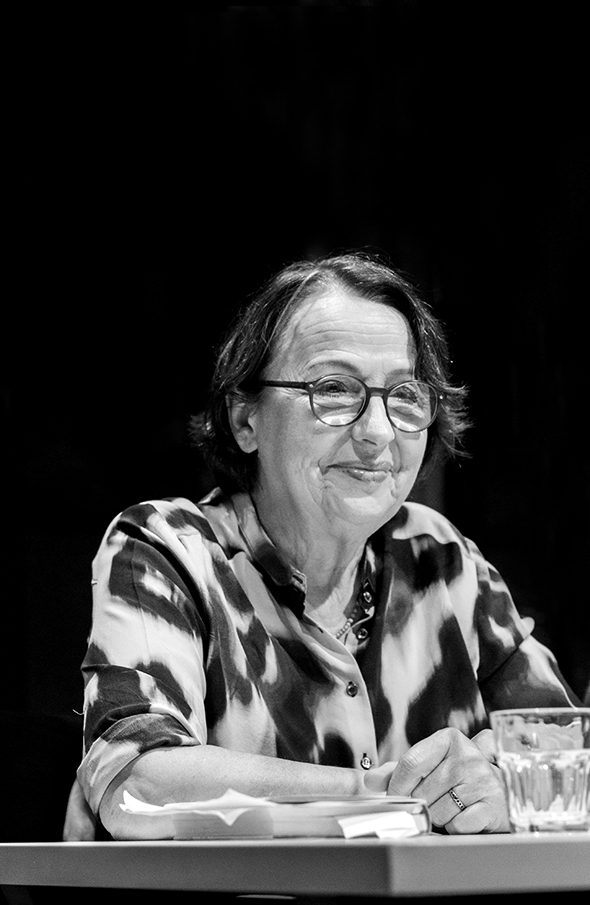
Katja Lange-Müller (* 1951)

- Lange-Müller, Peter Erasmus (1850–1926), dänischer Komponist der Spätromantik

#### Lange-N
- Lange-Nielsen, Mette (1929–1981), norwegische Schauspielerin

#### Lange-Q
- Lange-Quassowski, Jutta (* 1944), deutsche Politikwissenschaftlerin

#### Lange-W
- Lange-Weinert, Marianne (1921–2005), deutsche Kulturfunktionärin, Lektorin, Übersetzerin und Autorin
- Lange-Windhof, Heinrich (1863–1962), deutscher Landwirt und Politiker (DNVP), MdL

### Langea
- Langeac, Pons de (1339–1421), Rektor des Comtat Venaissin

### Langeb
- Langebach, Martin (* 1969), deutscher Sozialwissenschaftler und Sachbuchautor
- Langebach, Otto (1857–1899), deutscher Jugendschriftsteller und Dichter
- Langebartels, Rolf (1941–2024), deutscher bildender Künstler
- Langebeck, Marc (* 1982), spanisch-deutscher Veranstaltungsmoderator, Fernsehmoderator und -darstellerMarc Langebeck (* 1982)

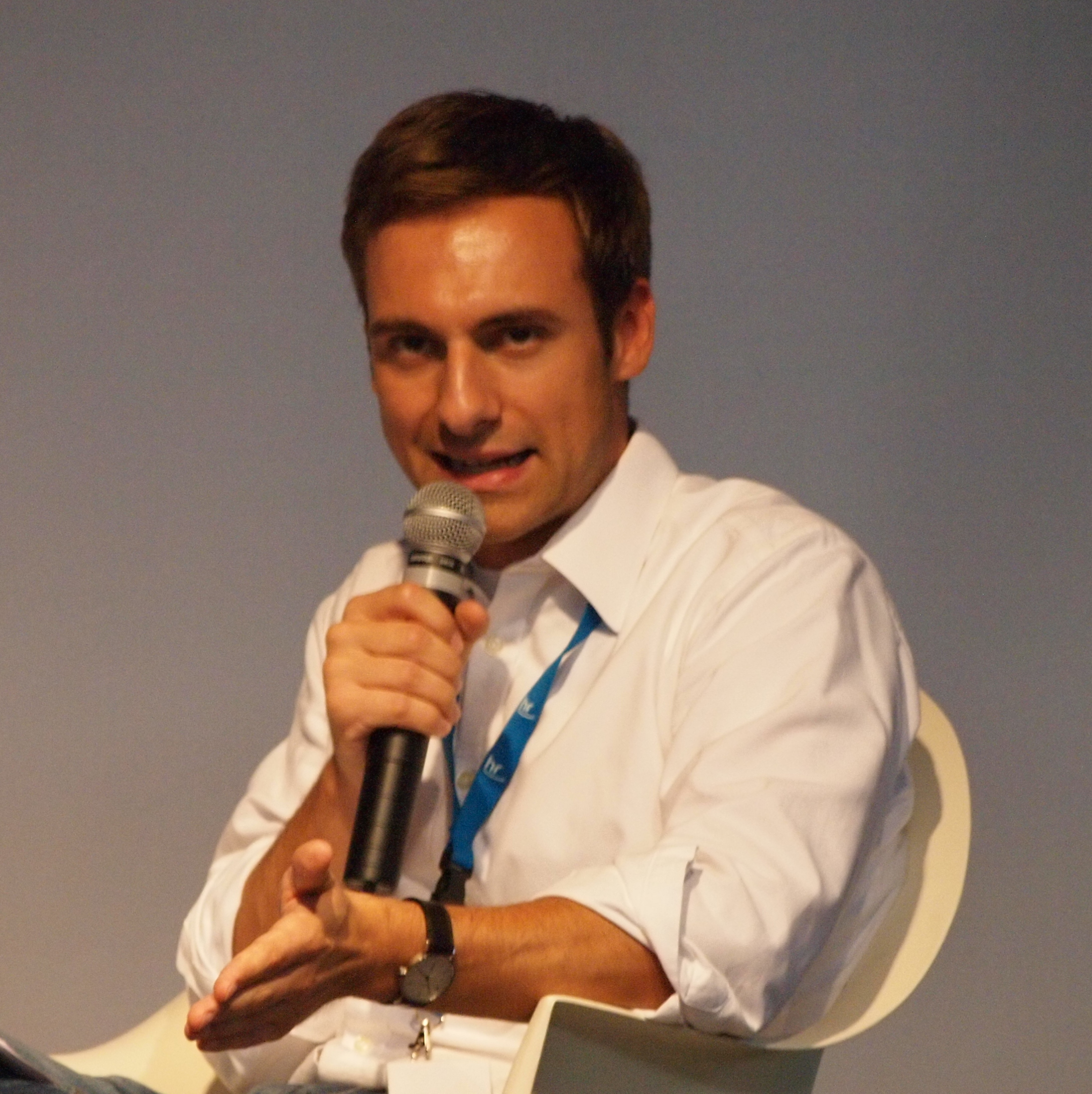
Marc Langebeck (* 1982)

- Langebeck, Walter (1910–1998), deutscher Politiker (SPD), MdL, MdB
- Langebek, Jacob (1710–1775), dänischer Historiker

### Langec
- Langecker, Hans (* 1952), deutscher Polizist, Präsident Hessisches Bereitschaftspolizeipräsidium

### Langed
- Langeder, Hannes (* 1965), österreichischer Künstler
- Langedijk, Jack (* 1956), kanadischer Theaterregisseur und Schauspieler
- Langedijk, Jan (1910–1981), niederländischer Eisschnellläufer

### Langef
- Langefeld, Johanna (1900–1974), deutsche Oberaufseherin im KZ Ravensbrück

### Langeh
- Langehanenberg, Helen (* 1982), deutsche Dressurreiterin
- Langehegermann, Valentin (* 1939), luxemburgischer Radrennfahrer
- Langehein, Bettine (* 1989), deutsch-französische Theater- und FilmschauspielerinBettine Langehein (* 1989)

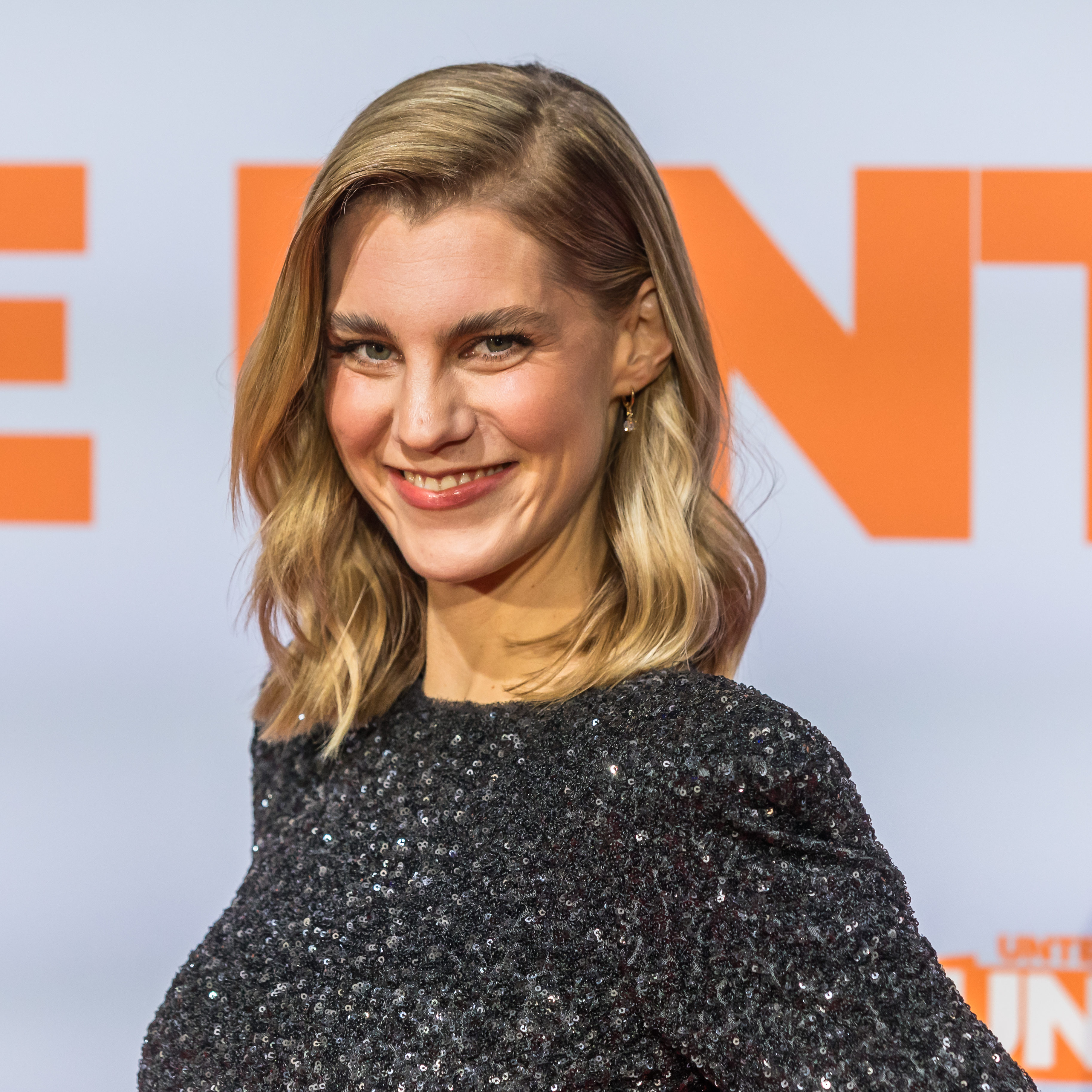
Bettine Langehein (* 1989)

- Langeheine, Anna-Liese (1911–1999), deutsche Malerin
- Langeheine, Richard (1900–1995), deutscher Jurist, Verwaltungsbeamter und Politiker (NSDAP, DP, GDP, CDU), MdL

### Langej
- Langejohann, Peter († 1475), Bürgermeister der Hansestadt Wismar

### Langel
- Langel, Arnaud (* 1985), französischer Biathlet
- Langel, René (1924–2021), Schweizer Festivalgründer, Journalist, Jazzkritiker und Essayist
- Langelaan, George (1908–1972), britischer Schriftsteller und Journalist
- Langelair, Friedrich Karl von (1737–1802), preußischer Generalmajor, Vizekommandant von Berlin
- Langeland, Oliver H. (1887–1958), norwegischer Offizier
- Langeland, Sinikka (* 1961), norwegische Folksängerin und Kantelespielerin
- Langelier, François (1838–1915), kanadischer Politiker, Vizegouverneur von Québec
- Langelier, Nicolas (* 1973), kanadischer Journalist, Autor und Herausgeber
- Langell, Andreas von (1734–1808), estländischer Zivilgouverneur
- Langella, Anthony (* 1974), französischer Radrennfahrer
- Langella, Antonio (* 1977), italienischer Fußballspieler
- Langella, Frank (* 1938), US-amerikanischer SchauspielerFrank Langella (* 1938)

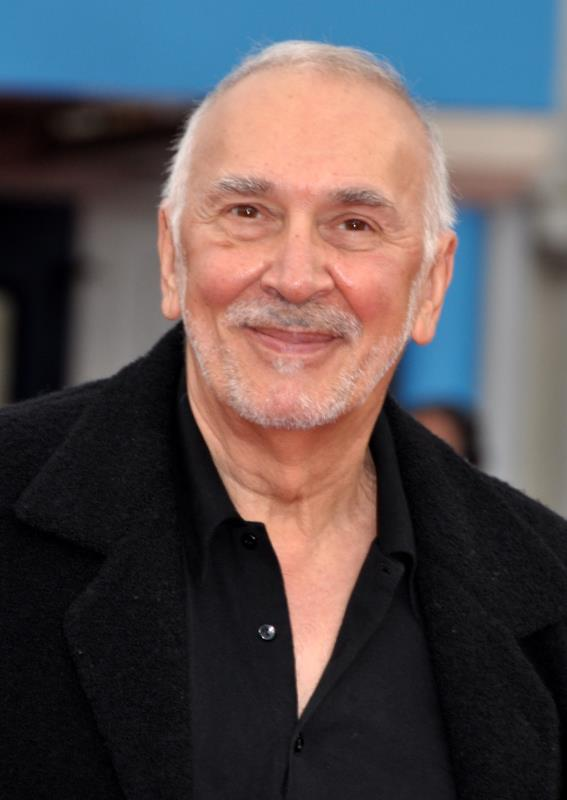
Frank Langella (* 1938)

- Langella, Gennaro (1938–2013), US-amerikanischer Mobster, Zentrale Figur der Colombo-Familie
- Langella, Salvatore (* 1986), italienischer Schauspieler
- Langellotti, Victor (* 1995), monegassischer Radrennfahrer
- Langeln, Johann Hartmut von (1607–1671), deutscher Hofrat, Gesandter bei den Westfälischen Friedensverhandlungen
- Langelot, Ib (1922–2004), deutsche Keramikerin
- Langelott, Joel (1617–1680), deutscher Arzt und Alchemist
- Langels, Hans (1879–1947), deutscher Polizist, Polizeipräsident von Düsseldorf
- Langelüddeke, Albrecht (1889–1977), deutscher Psychiater und Pionier der Forensischen Psychiatrie
- Langelütke, Hans (1892–1972), deutscher Wirtschaftswissenschaftler

### Langem
- Langemak, Georgi Erichowitsch (1898–1938), sowjetischer Konstrukteur
- Langemak, Gregor (1671–1737), deutscher evangelischer Theologe
- Langemak, Hugo (1869–1937), deutscher Vizeadmiral der Kaiserlichen Marine
- Langemak, Paul (1835–1926), deutscher Politiker
- Langemak, Paul (1867–1947), deutscher Jurist und Politiker (DNVP)
- Langemann, Arnold († 1620), Bediensteter des Grafen von Waldeck-Landau
- Langemann, Detlef (* 1947), deutscher Eishockeyspieler
- Langemann, Hans (1918–2015), deutscher Bauunternehmer
- Langemann, Hans (1925–2004), deutscher Geheimdienstler, Leiter des Verfassungsschutzes Bayern
- Langemann, Herbert (1950–1987), deutscher Schauspieler
- Langemann, Horst (1928–2011), deutscher Chemiker und Hochschullehrer
- Langemann, Irene (* 1959), deutsche Filmemacherin
- Langemann, Stefan (* 1990), deutscher Fußballspieler
- Langemann, Wilhelm (1889–1988), deutscher Politiker (NSDAP), Bürgermeister in Hemer, NRW
- Langemann, Willi (* 1939), deutscher Fußballspieler
- Langemets, Andres (* 1948), estnischer Dichter, Essayist und Literaturkritiker
- Langemeyer, August (1859–1920), deutscher Brennereibesitzer und Politiker
- Langemeyer, Georg (1929–2014), deutscher Franziskanerpater und römisch-katholischer Theologe
- Langemeyer, Gerhard (* 1944), deutscher Politiker (SPD)
- Langemeyer, Ines (* 1972), deutsche Psychologin
- Langemeyer, Otto (1883–1950), deutscher General der Flieger im Zweiten Weltkrieg

### Langen
- Langen, Albert (1869–1909), deutscher Verleger
- Langen, Annette (* 1967), deutsche Kinderbuchautorin
- Langen, Anselm († 1698), Abt des Benediktinerklosters Liesborn (1689–1698)
- Langen, Arnold (1876–1947), deutscher Ingenieur und Unternehmer
- Langen, Arthur (1858–1927), deutscher Magistratsbeamter der Landesregierung Berlins und Theater Verleger
- Langen, Carl von (1753–1836), deutscher Schriftsteller
- Langen, Carl-Friedrich von (1887–1934), deutscher ReiterCarl-Friedrich von Langen (1887–1934)

Carl-Friedrich von Langen (1887–1934)

- Langen, Christoph (* 1962), deutscher Bobfahrer
- Langen, Dexter (* 1980), deutscher Fußballspieler
- Langen, Dietrich (1913–1980), deutscher Arzt, Psychotherapeut und Hochschullehrer
- Langen, Ellen van (* 1966), niederländische Mittelstreckenläuferin
- Langen, Emil (1824–1870), deutscher Ingenieur und Unternehmer
- Langen, Eugen (1833–1895), deutscher Ingenieur und ErfinderEugen Langen (1833–1895)

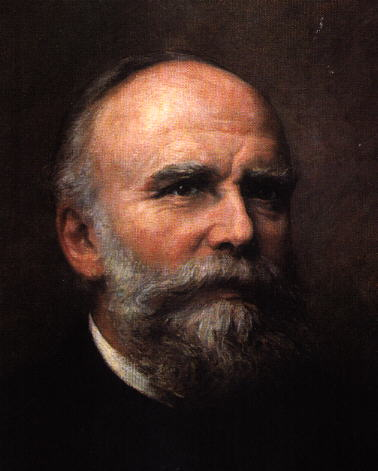
Eugen Langen (1833–1895)

- Langen, Florenz von († 1528), Domherr zu Münster
- Langen, Franz Caspar von († 1737), Geheimrat des Mainzer Kurfürsten, Wohltäter der katholischen Kirche
- Langen, Friedrich Ernst von (1860–1935), deutscher Verwaltungsjurist und Rittergutsbesitzer in Vorpommern, MdR
- Langen, Friedrich Theodor (1800–1882), hessischer Advokat und Politiker
- Langen, Fritz von (1860–1929), deutscher Unternehmer und Gutsbesitzer
- Langen, Günter (1935–2022), deutscher Unternehmer und Politiker (CDU), MdL
- Langen, Gustav (1878–1964), deutscher Stadt- und Landesplaner sowie Planungstheoretiker
- Langen, Hans Rudolph von (1863–1935), deutscher Industrieller und Gutsbesitzer
- Langen, Hermann von († 1508), Domdechant in Münster
- Langen, Hermann von (1819–1893), preußischer Generalmajor und Kommandeur der 38. Infanterie-Brigade
- Langen, Humpert von († 1614), kursächsischer Hofbeamter, Oberaufseher der Grafschaft Henneberg
- Langen, Inge (1924–2007), deutsche Schauspielerin
- Langen, Johann Georg von (1699–1776), deutscher Forst- und Oberjägermeister
- Langen, Johann Gottlieb von (1858–1940), deutscher Unternehmer
- Langen, Johann Jakob (1794–1869), deutscher Unternehmer
- Langen, Johann Karl von (1784–1849), preußischer Generalmajor, Kommandant der Festung Silberberg
- Langen, Joseph (1837–1901), deutscher altkatholischer Theologe
- Langen, Karl Ferdinand von (1762–1820), preußischer Generalmajor, Kommandeur des Festung Saarlouis
- Langen, Karl Friedrich von (1737–1801), preußischer Generalmajor, Chef des Infanterieregiments Nr. 17
- Langen, Ludolf von (1803–1872), nassauischer Amtmann und Mitglied der ersten Kammer der Landstände des Herzogtums Nassau
- Langen, Margarete M. (1888–1931), deutsche Drehbuchautorin
- Langen, Martin (1866–1926), deutscher Lyriker und Dramatiker
- Langen, Nina, Nachhaltigkeitswissenschaftlerin
- Langen, Norman (* 1985), deutscher SchlagersängerNorman Langen (* 1985)

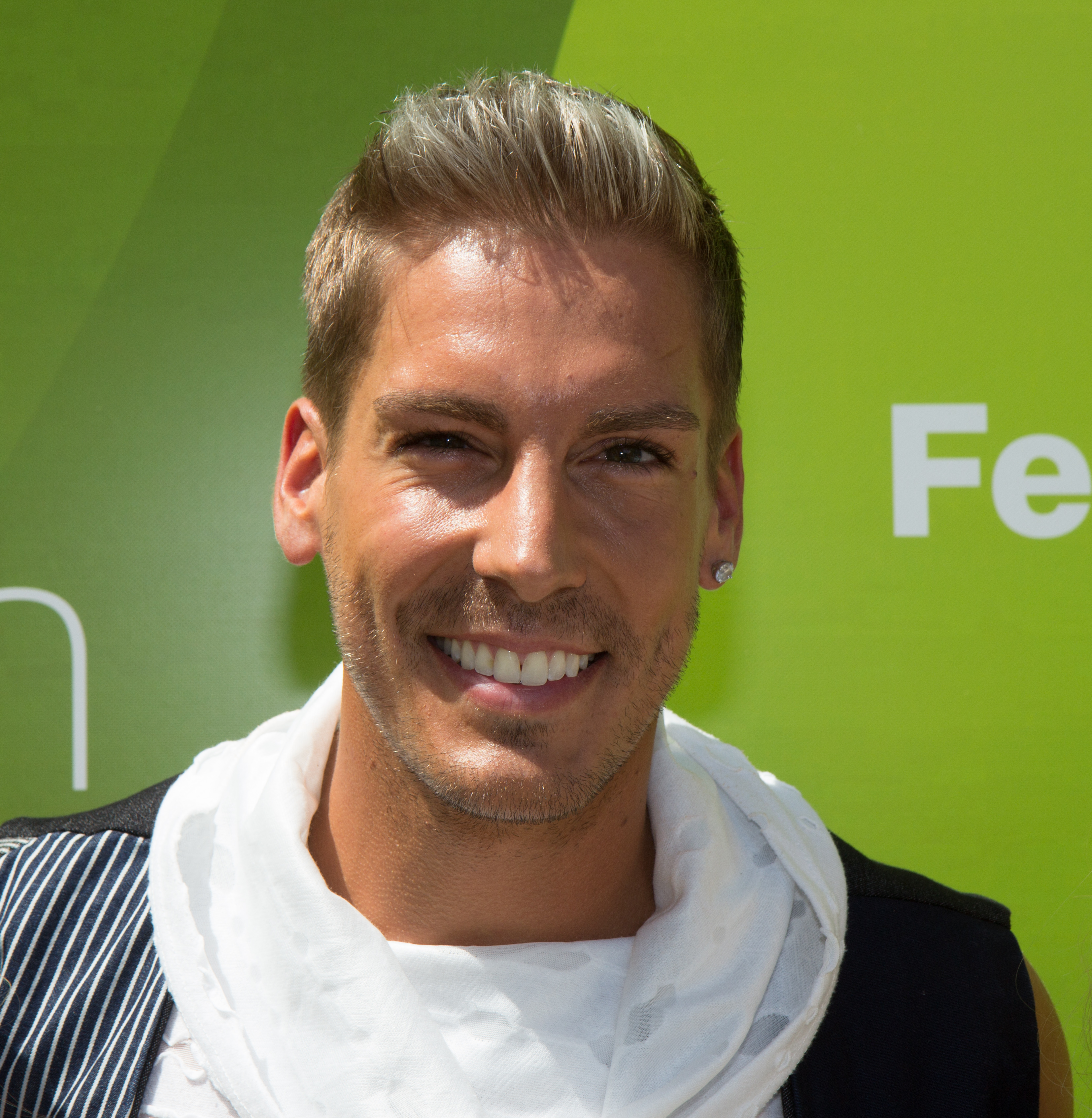
Norman Langen (* 1985)

- Langen, Odin (1913–1976), US-amerikanischer Politiker
- Langen, Paul (1893–1945), Gegner und Opfer des Nationalsozialismus
- Langen, Peter (1835–1897), deutscher Klassischer Philologe
- Langen, Philipp (* 1986), deutscher Fußballspieler
- Langen, Rudolf von († 1519), deutscher Domkanoniker und Humanist
- Langen, Siegmund Moritz Wilhelm von († 1758), preußischer Stabsoffizier
- Langen, Stefan (1925–2013), deutscher Fußballspieler
- Langen, Vera von (1910–1967), deutsche Schauspielerin
- Langen, Walther (1857–1912), deutscher Bankier und Industrieller
- Langen, Werner (* 1949), deutscher Politiker (CDU), MdL, MdEP
- Langen, Yvonne von (* 1982), niederländische Siebenkämpferin
- Langenau, Ernst Heinrich von († 1764), preußischer Oberst
- Langenau, Ferdinand von (1818–1881), österreichischer Diplomat und Offizier
- Langenau, Friedrich Karl von (1782–1840), sächsischer Generalmajor, österreichischer Feldmarschalleutnant sowie Diplomat und Militärschriftsteller
- Langenau, Jutta (1933–1982), deutsche Schwimmsportlerin, MdV
- Langenau, Ute (* 1966), deutsche Volleyballspielerin
- Langenauer, Albert Conrad (1629–1656), fränkischer Stadtphysicus
- Langenauer, Jakob (1913–1981), Schweizer Textilunternehmer, Gemeindepräsident, Kantonsrat, Regierungsrat und Nationalrat
- Langenbach, Alma (1893–1970), Studienrätin und Heimatforscherin
- Langenbach, Anne-Christine, deutsche Kirchenmusikdirektorin und Chorleiterin
- Langenbach, Anneliese (1926–2008), deutsche Keramikerin und Bildhauerin
- Langenbach, Arno (1928–2010), deutscher Mathematiker
- Langenbach, Simon (* 1967), deutscher Musiker
- Langenbach, Ulrich (* 1950), deutscher Künstler und Musiker
- Langenbach, Wilhelm (1841–1911), deutscher Unternehmer und Politiker, MdL Großherzogtum Hessen
- Langenbacher, Dominic (1884–1939), US-amerikanischer Geistlicher
- Langenbacher, Karl (1908–1965), deutscher Grafiker, Schriftsteller und Hörspielautor
- Langenbacher-Liebgott, Jutta (* 1951), deutsche Romanistin und Hochschullehrerin
- Langenbeck, Arnold von (1841–1916), preußischer General der Kavallerie
- Langenbeck, Bernhard (1895–1964), deutscher Mediziner
- Langenbeck, Bernhard von (1810–1887), deutscher Chirurg, HochschullehrerBernhard von Langenbeck (1810–1887)

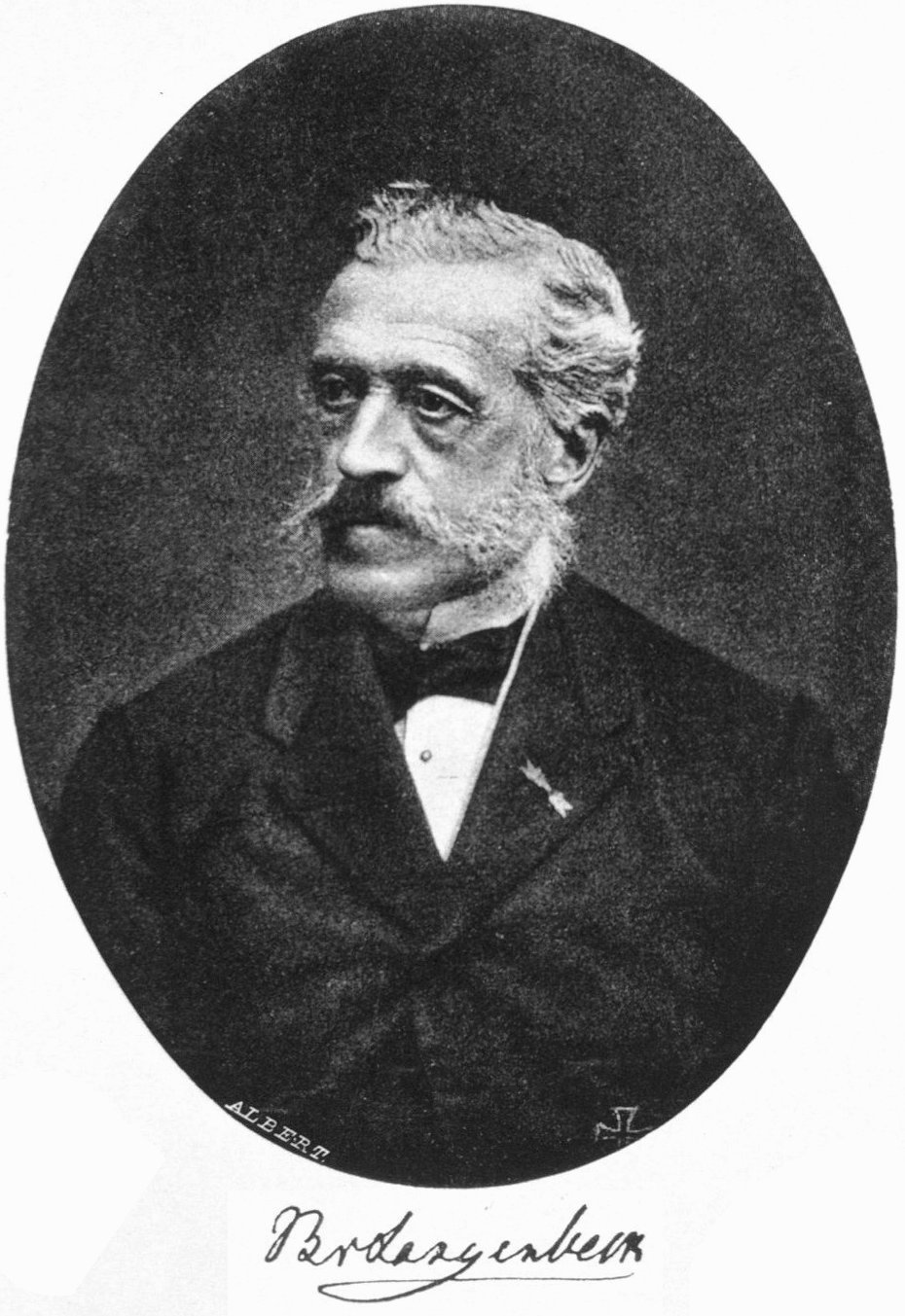
Bernhard von Langenbeck (1810–1887)

- Langenbeck, Curt (1906–1953), deutscher Dramatiker und Dramaturg
- Langenbeck, Heinrich (1603–1669), deutscher Politiker in welfischen Diensten
- Langenbeck, Heinrich (1817–1896), deutscher Richter und Politiker
- Langenbeck, Hermann (1452–1517), Jurist, Bürgermeister (Hamburg)
- Langenbeck, Hermann (1836–1869), deutscher Philosoph in Marburg
- Langenbeck, Konrad Johann Martin (1776–1851), deutscher Anatom, Chirurg und Augenarzt
- Langenbeck, Maximilian Adolf (1818–1877), deutscher Anatom, Chirurg und Augenarzt
- Langenbeck, Wolfgang (1899–1967), deutscher Chemiker und Hochschullehrer
- Langenbein, Kurt (1910–1978), deutscher Fußballspieler
- Langenberg, Aloys Franz Bernhard van (1769–1843), deutscher Verwaltungsjurist
- Langenberg, Claudia (* 1972), deutsche Epidemiologin und Fachärztin
- Langenberg, Eva, deutsche Handballspielerin
- Langenberg, Ferdinand (1849–1931), deutscher Bildschnitzer
- Langenberg, Gerhard Franz (1842–1895), deutscher Baumeister
- Langenberg, Nikolaus von, deutscher Jurist und Diplomat
- Langenberg, Silke (* 1974), deutsch-schweizerische Architektin
- Langenberg, Sophia Agnes von († 1627), deutsche Klarisse und „falsche Heilige“
- Langenberger, Christiane (1941–2015), Schweizer Politikerin (FDP)
- Langenberger, Rolf (* 1939), deutscher Politiker (SPD), MdL
- Langenbrinck, Joschka (* 1985), deutscher Politiker (SPD), MdA
- Langenbrinck, Marlies (* 1941), deutsche Badmintonspielerin
- Langenbruch, Anna (* 1979), deutsche Musikwissenschaftlerin
- Langenbruch, Doris (1947–2022), deutsche Politikerin (SPD), MdL
- Langenbruch, Helmut (* 1955), deutscher Organist
- Langenbrunner, Jamie (* 1975), US-amerikanischer Eishockeyspieler und -trainer
- Langenbuch, August (1870–1924), deutscher Landschaftsarchitekt
- Langenbuch, Carl (1846–1901), deutscher Chirurg
- Langenbuch, Metaphius Theodor August (1842–1907), deutscher Gartenarchitekt und Stadtgärtner
- Langenbucher, Hellmuth (1905–1980), deutscher Literaturwissenschaftler
- Langenbucher, Katja (* 1968), deutsche Rechtswissenschaftlerin und Hochschullehrerin
- Langenbucher, Wolfgang R. (* 1938), deutscher Kommunikationswissenschaftler, Professor für Publizistik
- Langendiepach, Hans von gen. Kussenziech († 1486), deutscher Maler
- Langendijk, Pieter (1683–1756), niederländischer Dichter und Dramatiker
- Langendorf, Anette (1894–1969), deutsche Politikerin (SPD, USPD, KPD), MdL
- Langendorf, Ernst (1907–1989), deutscher Journalist
- Langendorf, Gabriele (* 1961), deutsche bildende Künstlerin und Hochschullehrerin
- Langendorf, Jean-Jacques (* 1938), Schweizer Historiker und Autor
- Langendorf, Kurt (1920–2011), deutscher Widerstandskämpfer, Wirtschaftswissenschaftler und Hochschullehrer
- Langendorf, Maik (* 1972), deutsch-österreichischer Dartspieler
- Langendorf, Rudolf (1894–1942), deutscher kommunistischer Widerstandskämpfer
- Langendorf, Ursula (* 1953), deutsche Politikerin (Die Grünen), MdL
- Langendörfer, Hans (* 1951), deutscher Jesuit und Sekretär der Deutschen Bischofskonferenz
- Langendorff, Hanns (1901–1974), deutscher Radiologe und Biologe
- Langendorff, Lesko von (1909–1987), deutscher Politiker (CDU), MdL
- Langendorff, Oscar (1853–1908), deutscher Mediziner und Physiologe
- Langendries, Raymond (* 1943), belgischer Politiker (cdH), MdEP
- Langenegger, Dario (* 1989), Schweizer Unihockeyspieler
- Langenegger, Dominik (* 1991), Schweizer Unihockeyspieler auf der Position des Verteidigers
- Langenegger, Johann (* 1958), deutscher Offizier und Generalleutnant
- Langenegger, Josef (* 1949), Schweizer Manager und Politiker (FDP.Die Liberalen)
- Langenegger, Konrad (1749–1818), Schweizer Baumeister
- Langenegger, Lorenz (* 1980), Schweizer Schriftsteller
- Langenegger, Philipp (* 1976), Schweizer Schauspieler
- Langenegger, Wendel (1912–2005), Schweizer Lehrer, Heimatforscher und Archivar
- Langeneke, Jens (* 1977), deutscher Fußballspieler
- Langenfaß, Friedrich (1880–1965), deutscher evangelisch-lutherischer Geistlicher und Publizist
- Langenfass, Rolf (1944–2012), österreichischer Kostüm- und Bühnenbildner
- Langenfaß, Wilhelm (1819–1898), deutscher Architekt, bayerischer Baubeamter
- Langenfeld, Aaron (* 1985), deutscher römisch-katholischer Theologe und Hochschullehrer
- Langenfeld, André (* 1970), deutscher DJ, Radiomoderator und Journalist
- Langenfeld, Christine (* 1962), deutsche Rechtswissenschaftlerin, Richterin des BundesverfassungsgerichtsChristine Langenfeld (* 1962)
- Langenfeld, Gerhard (* 1955), deutscher Maler

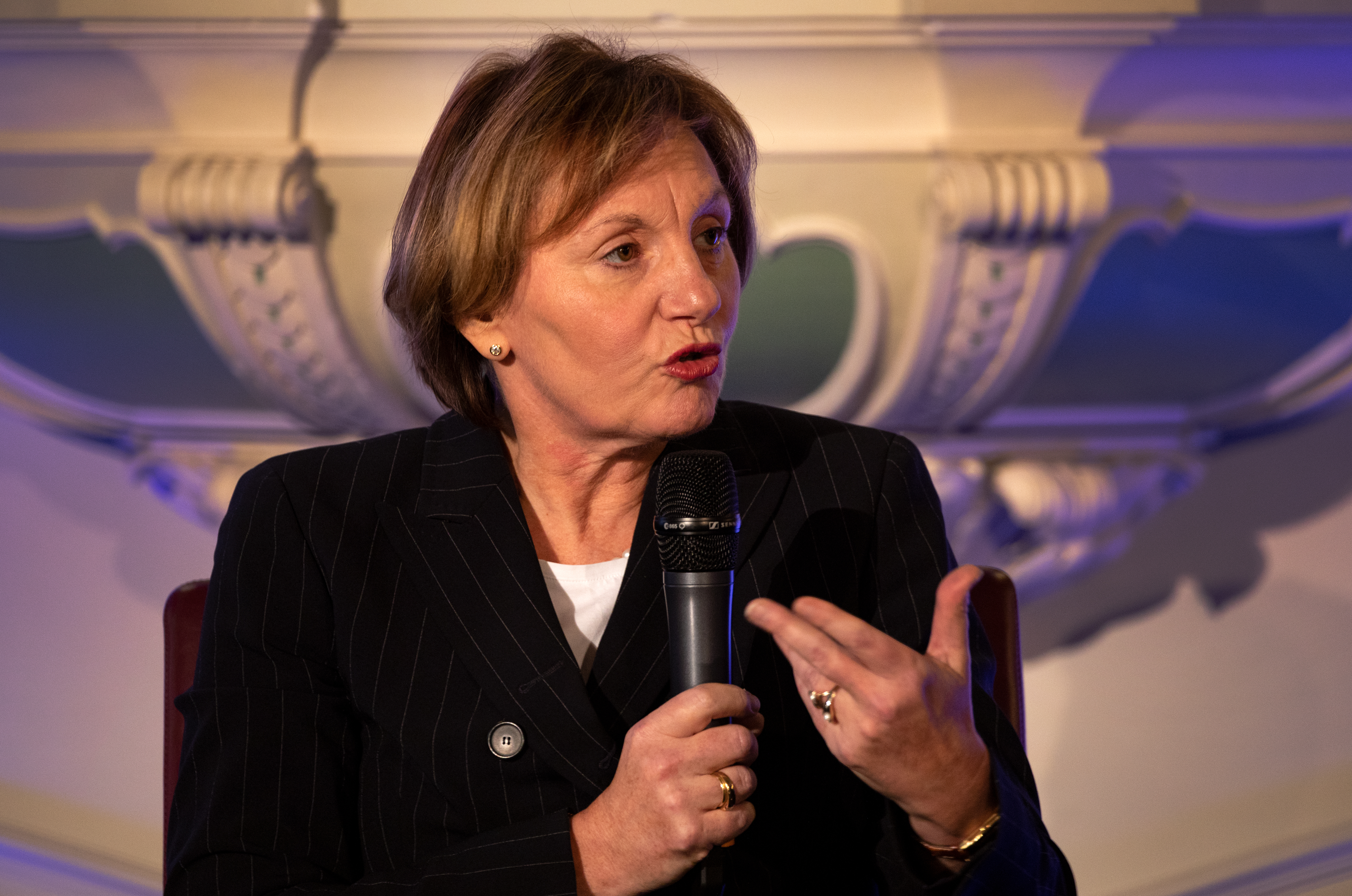
Christine Langenfeld (* 1962)

- Langenfeld, Hans (1932–2022), deutscher Sportwissenschaftler und Sporthistoriker
- Langenfeld, Joseph (1887–1972), deutscher Politiker (KPD), MdR
- Langenfeld, Maximilian (* 2003), deutscher Basketballspieler
- Langenhagen, Brigitte (* 1939), deutsche Politikerin (CDU), MdEP
- Langenhagen, Johannes (* 1937), deutscher Industriedesigner und Hochschullehrer
- Langenhan, Alwin (1850–1916), deutscher Paläontologe und Schriftsteller
- Langenhan, Andi (* 1984), deutscher Rennrodler
- Langenhan, Max (* 1999), deutscher RennrodlerMax Langenhan (* 1999)

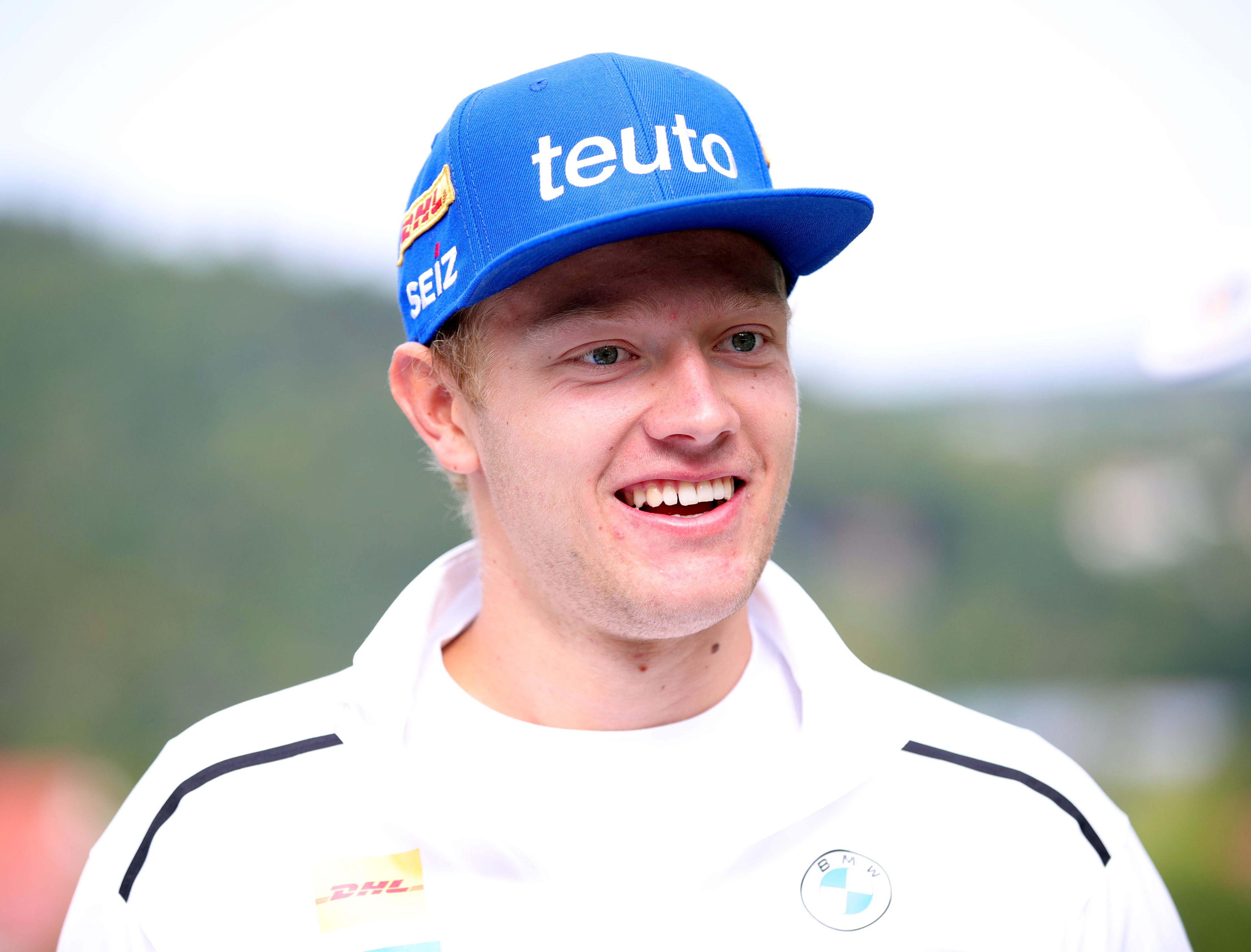
Max Langenhan (* 1999)

- Langenhan, Philipp von (1878–1960), böhmisch-österreichischer Politiker und Industrieller
- Langenhan, Romina (* 1985), deutsche Schauspielerin, Fernsehmoderatorin und Sprecherin
- Langenhan, Willi (1919–1994), deutscher Maler
- Langenheim, Adolf Paul Johannes (1872–1958), deutscher Bergbauingenieur
- Langenheim, Frederick (1809–1879), deutsch-amerikanischer Fotograf und Pionier der Fototechnik
- Langenheim, Kurt (1903–1990), deutscher Prähistoriker
- Langenheim, Wilhelm (1807–1874), deutsch-amerikanischer Fotograf
- Langenhöffel, Johann Joseph (1750–1807), deutscher Maler und Zeichner, Radierer und Kupferstecher
- Langenhorst, Carolin (* 1996), deutsche Snowboarderin
- Langenhorst, Falko (* 1964), deutscher Mineraloge und Hochschullehrer
- Langenhorst, Georg (* 1962), deutscher katholischer Theologe
- Langenhoven, C. J. (1873–1932), südafrikanischer Schriftsteller, Politiker und Journalist
- Langenhuijsen, Niko (* 1951), niederländischer Jazzmusiker (Bass, Piano, Komposition)
- Langenick, On (* 2000), Schweizer Handballspieler
- Langénieux, Benoît-Marie (1824–1905), französischer Geistlicher, Erzbischof von Reims und Kardinal der Römischen Kirche
- Langenkamp, Heather (* 1964), US-amerikanische SchauspielerinHeather Langenkamp (* 1964)

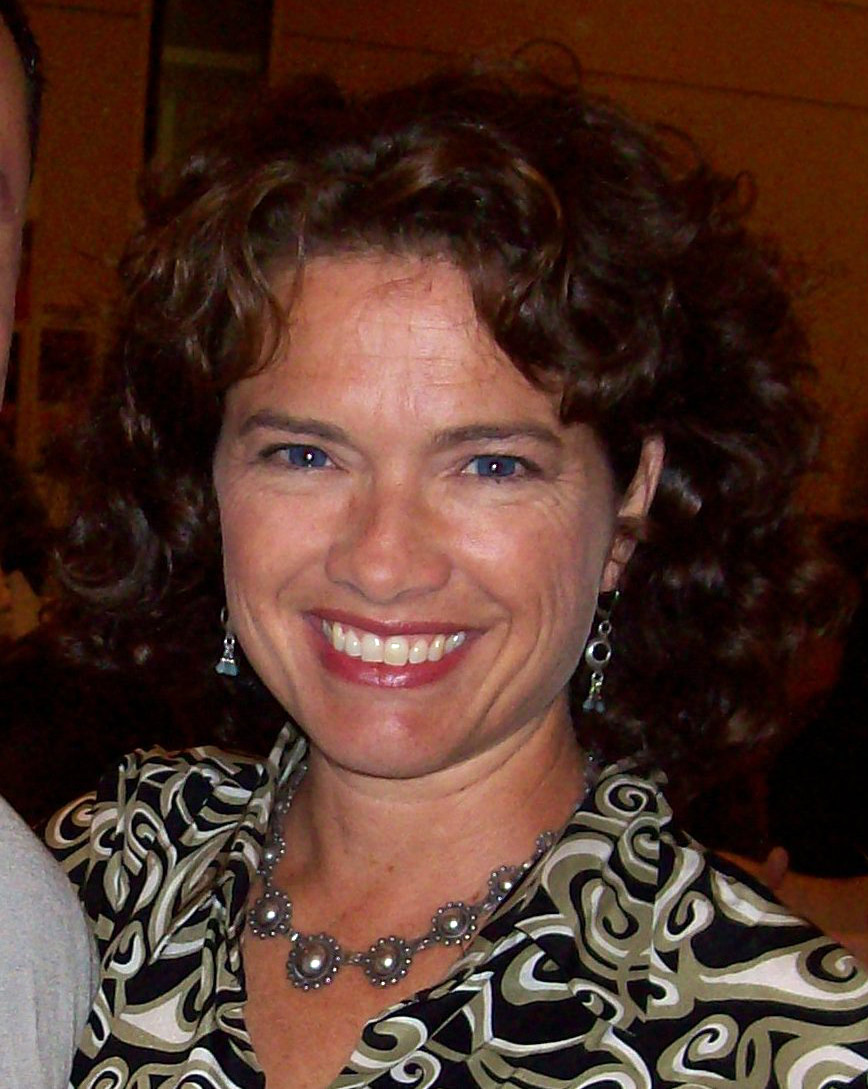
Heather Langenkamp (* 1964)

- Langenmaier, Theodor (1888–1964), deutscher Germanist, Literarhistoriker und Lehrer
- Langenmantel vom Sparren, Ulrich († 1570), Augsburger Patrizier; Jurist, Hofmeister, Geheimrat
- Langenmantel, Christoph (1488–1538), Augsburger Patrizier; Karmeliter, Freisinger Domherr
- Langenmantel, Eitelhans († 1528), Patrizier, Täufermärtyrer
- Langenmantel, Hieronymus Ambrosius (1641–1718), deutscher katholischer Priester und Gelehrter
- Langenmantel, Jakob Wilhelm Benedikt von (1720–1790), deutscher Patrizier und Stadtpfleger (Bürgermeister)
- Langenmantel, Ludwig von (1854–1922), deutscher Adeliger und Historienmaler
- Langenmantel, Otto von (1816–1875), deutscher Architekt, bayerischer Baubeamter
- Langenmantel, Ulrich, Augsburger Patrizier; Stiftspropst, Mäzen
- Langenmayr, Arnold (1943–2025), deutscher Psychologe, Psychoanalytiker und Hochschullehrer
- Langenmayr, Dominika (* 1986), deutsche Wirtschaftswissenschaftlerin
- Langenn, Friedrich Albert von (1798–1868), sächsischer Jurist und Historiker
- Langenn-Steinkeller, Erich von (1872–1917), deutscher Offizier und Kolonialresident
- Langenohl, Andreas (* 1970), deutscher Soziologe
- Langenscheidt, Andreas (* 1952), deutscher Verleger
- Langenscheidt, Carl (1870–1952), deutscher Verlagsbuchhändler
- Langenscheidt, Florian (* 1955), deutscher VerlegerFlorian Langenscheidt (* 1955)

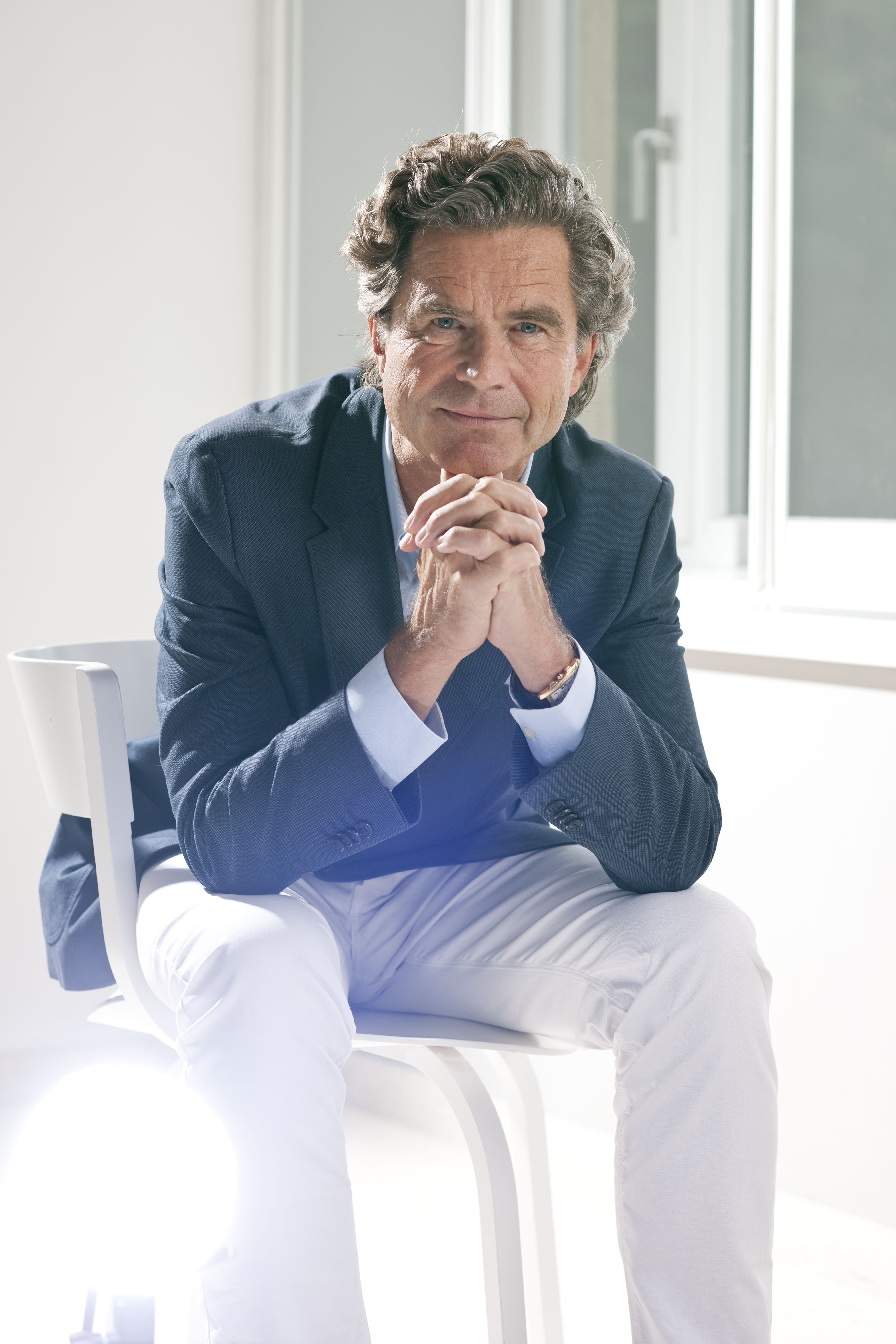
Florian Langenscheidt (* 1955)

- Langenscheidt, Gustav (1832–1895), deutscher Sprachlehrer und Verlagsbuchhändler
- Langenscheidt, Paul (1860–1925), deutscher Verleger und Schriftsteller
- Langensiepen, Bernd (* 1947), deutscher Autor
- Langensiepen, Friedrich (1897–1975), deutscher evangelischer Pfarrer und Mitglied des Bruderrates der Bekennenden Kirche
- Langensiepen, Fritz (* 1942), deutscher Sprachwissenschaftler und Landeskundler
- Langensiepen, Katrin (* 1979), deutsche Politikerin (Bündnis 90/Die Grünen), MdEP
- Langenstein, Gottfried (* 1954), deutscher Kultur- und Rundfunkmanager
- Langenstraß-Uhlig, Magda (1888–1965), deutsche Malerin der abstrakten Moderne
- Langenus, John (1891–1952), belgischer Fußballschiedsrichter
- Langenwalder, Jakob († 1633), Füssener Lautenmacher

### Langer
- Langer Anton († 1596), Soldat im Dreißigjährigen Krieg, größter Mensch seiner Zeit
- Langer von Edenberg, Karl (1819–1887), österreichischer Mediziner
- Langer, Adalbert (1905–1994), deutscher Jurist
- Langer, Adolph (1862–1940), deutscher Geistlicher und Politiker (Zentrum), MdR
- Langer, Alexander (1946–1995), italienischer Politiker, Mitbegründer der Italienischen Grünen, MdEPAlexander Langer (1946–1995)

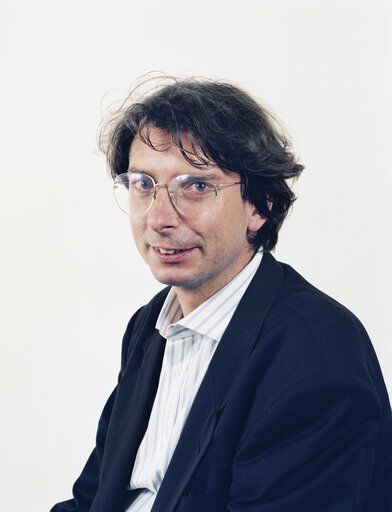
Alexander Langer (1946–1995)

- Langer, Alexis (1825–1904), deutscher Architekt
- Langer, Alfred (1928–2006), deutscher Grafiker
- Langer, Alicia (* 1996), deutsche Handballspielerin
- Langer, Allison Joy (* 1974), US-amerikanische Schauspielerin
- Langer, Alois (* 1945), US-amerikanischer Elektroingenieur
- Langer, Andrea (* 1962), deutsche Kulturmanagerin und Kunsthistorikerin
- Langer, Andreas (* 1956), deutscher Nordischer Kombinierer
- Langer, Andreas (* 1960), deutscher Fußballspieler
- Langer, Anja (* 1965), deutsche Bodybuilderin, Fitnesstrainerin und Modell
- Langer, Annette (* 1966), deutsche Journalistin
- Langer, Antje (* 1973), deutsche Erziehungswissenschaftlerin mit dem Schwerpunkt Genderforschung und Sexualpädagogik
- Langer, Anton (1824–1879), österreichischer Schriftsteller und Journalist
- Langer, Ármin (* 1990), deutschsprachiger Autor, Publizist und Aktivist
- Langer, Arnold (1921–2018), deutscher Unternehmer
- Langer, Bernd (* 1960), deutscher Angehöriger der autonomen Szene
- Langer, Bernhard (1901–1979), deutscher Arzt und Häftling des KZ Sachsenhausen
- Langer, Bernhard (1920–2014), deutscher Maler und Grafiker
- Langer, Bernhard (* 1957), deutscher GolfspielerBernhard Langer (* 1957)

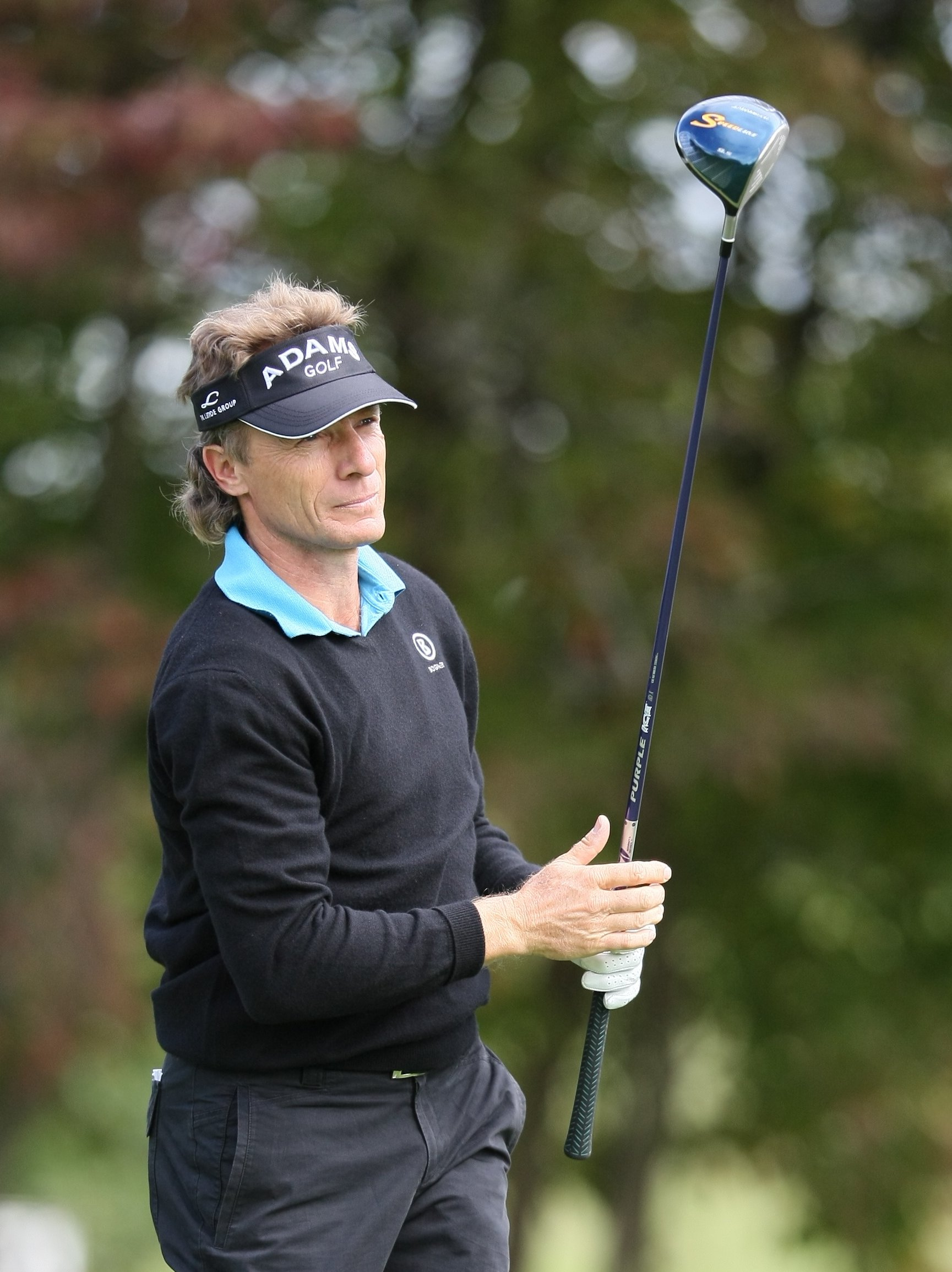
Bernhard Langer (* 1957)

- Langer, Bruno (1893–1914), deutscher Pilot, Flugpionier und 1. Deutscher Weltrekordhalter im Dauerfliegen
- Langer, Christian (* 1969), deutsch-schweizerischer Eishockeyspieler
- Langer, Christian (* 1972), deutscher Pianist, Komponist, Sänger und Songschreiber
- Langer, Christian (* 1977), deutscher Volleyballspieler
- Langer, Christine (* 1966), deutsche Autorin
- Langer, Clive (* 1954), britischer Gitarrist, Produzent und Komponist
- Langer, Constanze, deutsche Industriedesignerin und Hochschullehrerin
- Langer, Dieter (1945–2002), österreichischer Politiker (FPÖ), Mitglied im Österreichischen Bundesrat
- Langer, Doris (* 1938), deutsche Leichtathletin
- Langer, Eberhard (* 1934), deutscher Ingenieur und Politiker (SED, PDS), MdL, Oberbürgermeister von Karl-Marx-Stadt (1986–1990)
- Langer, Elena (* 1974), russisch-britische Komponistin
- Langer, Ellen (* 1947), US-amerikanische PsychologinEllen Langer (* 1947)

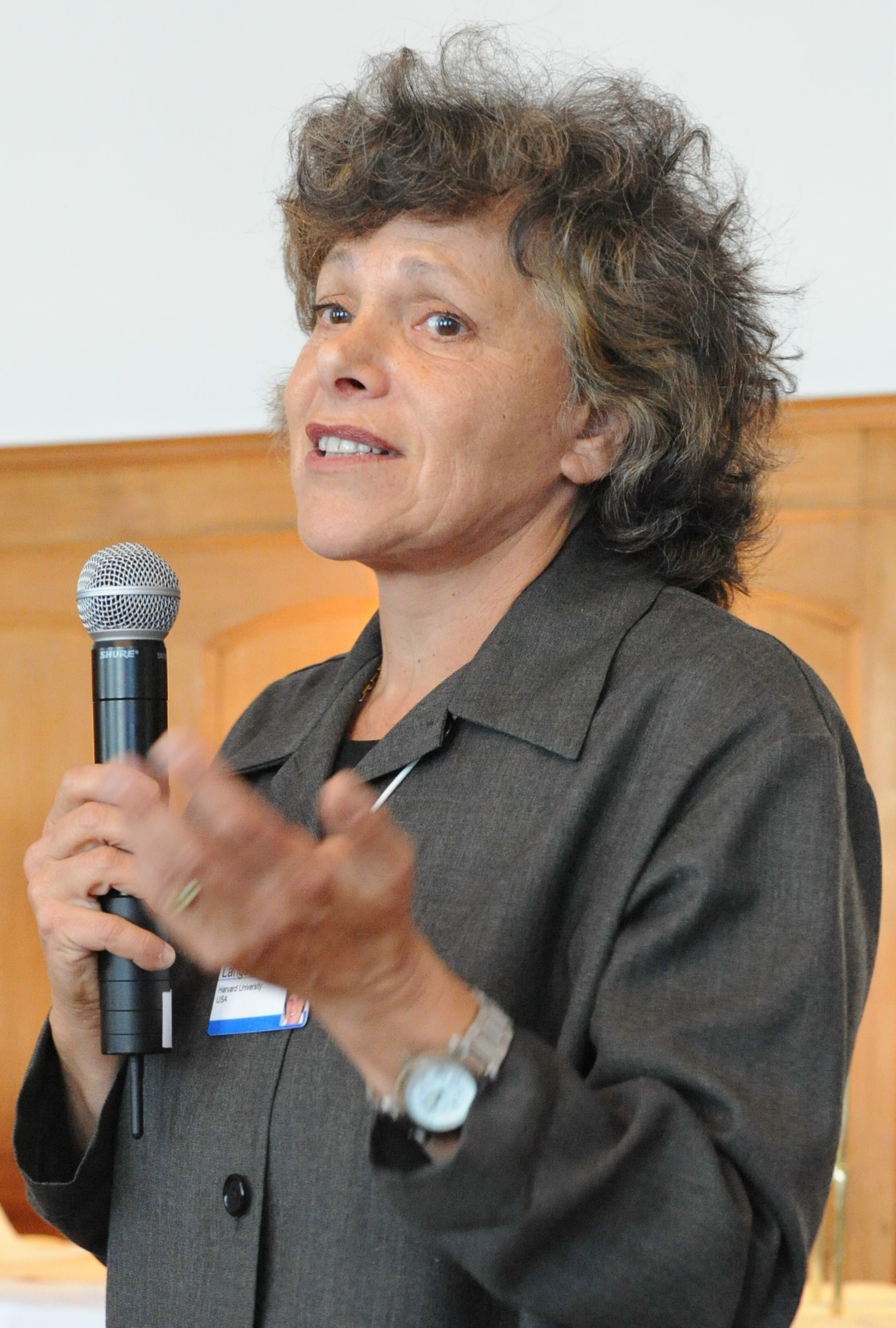
Ellen Langer (* 1947)

- Langer, Emmo (1891–1949), österreichischer Politiker (NSDAP), Landtagsabgeordneter
- Langer, Erich (1882–1932), deutscher Heimatdichter
- Langer, Erich (1905–1958), deutscher Politiker (FDP, WAV), MdB
- Langer, Ernst Theodor (1743–1820), deutscher Hofmeister und Bibliothekar
- Langer, Ewald (* 1960), deutscher Mykologe
- Langer, Felicia (1930–2018), deutsch-israelische Rechtsanwältin und MenschenrechtsaktivistinFelicia Langer (1930–2018)

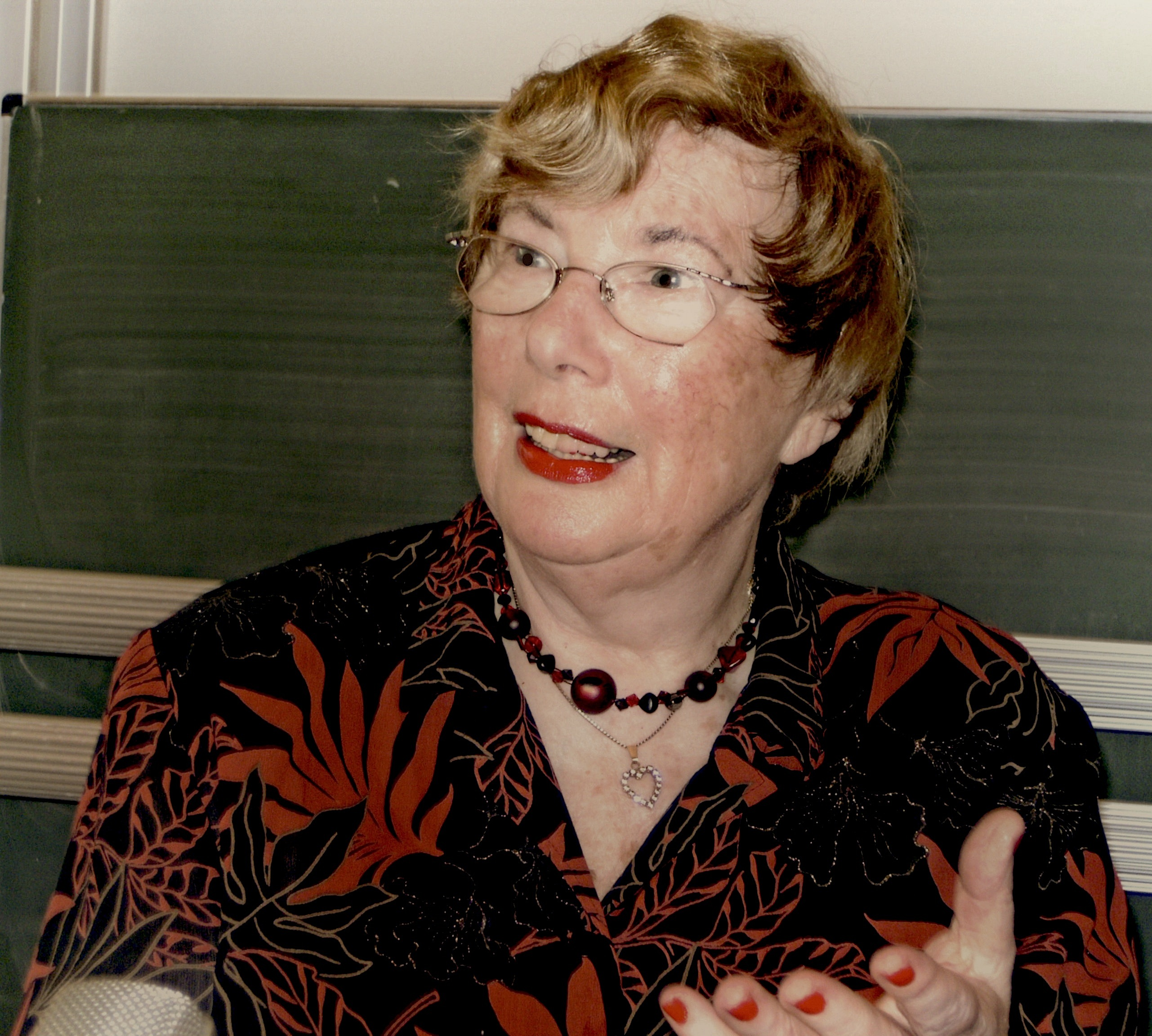
Felicia Langer (1930–2018)

- Langer, Felix (1859–1940), deutscher General der Infanterie
- Langer, Felix (1889–1979), tschechoslowakischer Schriftsteller
- Langer, Ferdinand (1839–1905), deutscher Cellist, Dirigent und Komponist
- Langer, František (1888–1965), tschechischer Schriftsteller und Militärarzt, Dramaturg, Essayist, Literaturkritiker und Publizist
- Langer, Gerhard (* 1960), österreichischer katholischer Theologe und Judaist
- Langer, Gertrud, deutsche Fußballspielerin
- Langer, Gertrude (1908–1984), österreichisch-australische Kunsthistorikerin und Kunstkritikerin
- Langer, Gilda (1896–1920), deutsche Stummfilmschauspielerin und Theaterschauspielerin
- Langer, Gwido (1894–1948), polnischer Kryptoanalytiker
- Langer, Hans-Klaus (1903–1987), deutscher Komponist
- Langer, Heinz (1935–2022), deutscher Diplomat, Botschafter der DDR
- Langer, Heinz (1935–2024), deutsch-österreichischer Mathematiker
- Langer, Helmut (* 1945), deutscher Designer und Hochschullehrer
- Langer, Herbert (1927–2013), deutscher Historiker
- Langer, Hermann (1819–1889), deutscher Organist und Universitätsmusikdirektor der Universität Leipzig
- Langer, Hermann (* 1867), deutscher Landrat
- Langer, Hermann (1919–2016), deutscher SS-Offizier und NS-Kriegsverbrecher
- Langer, Horst, deutscher Ingenieurwissenschaftler
- Langer, Horst (1926–2008), deutscher Architekt und Stifter
- Langer, Horst (1936–2007), deutscher Ingenieur und Manager
- Langer, Horst (* 1939), deutscher Tischtennisspieler
- Langer, Ingrid (1935–2012), deutsche Politikwissenschaftlerin
- Langer, James S. (* 1934), US-amerikanischer theoretischer Festkörperphysiker
- Langer, Jan (* 1978), deutscher Synchronsprecher
- Langer, Jaroslav (* 1918), tschechisch-deutscher Jurist, Widerstandskämpfer, Wirtschaftswissenschaftler, Politikwissenschaftler, Schriftsteller, Politiker und Zukunftsforscher
- Langer, Jim (1948–2019), US-amerikanischer American-Football-Spieler
- Langer, Jiří Mordechai (1894–1943), tschechoslowakischer Schriftsteller
- Langer, Jochen (* 1953), deutscher Schriftsteller
- Langer, Johann (1793–1858), österreichischer Schriftsteller und Philanthrop
- Langer, Johann (1878–1938), österreichischer Jurist, Richter am Landesgericht Salzburg und Opfer des Nationalsozialismus
- Langer, Johann Peter von († 1824), deutscher Maler
- Langer, Johannes († 1548), deutscher evangelischer Theologe und Reformator
- Langer, Johannes Hendrik (* 1985), deutscher Schauspieler
- Langer, Johannes Paul (1897–1938), deutscher Historiker und Heimatforscher
- Langer, Jörg (* 1972), deutscher ComputerspielejournalistJörg Langer (* 1972)

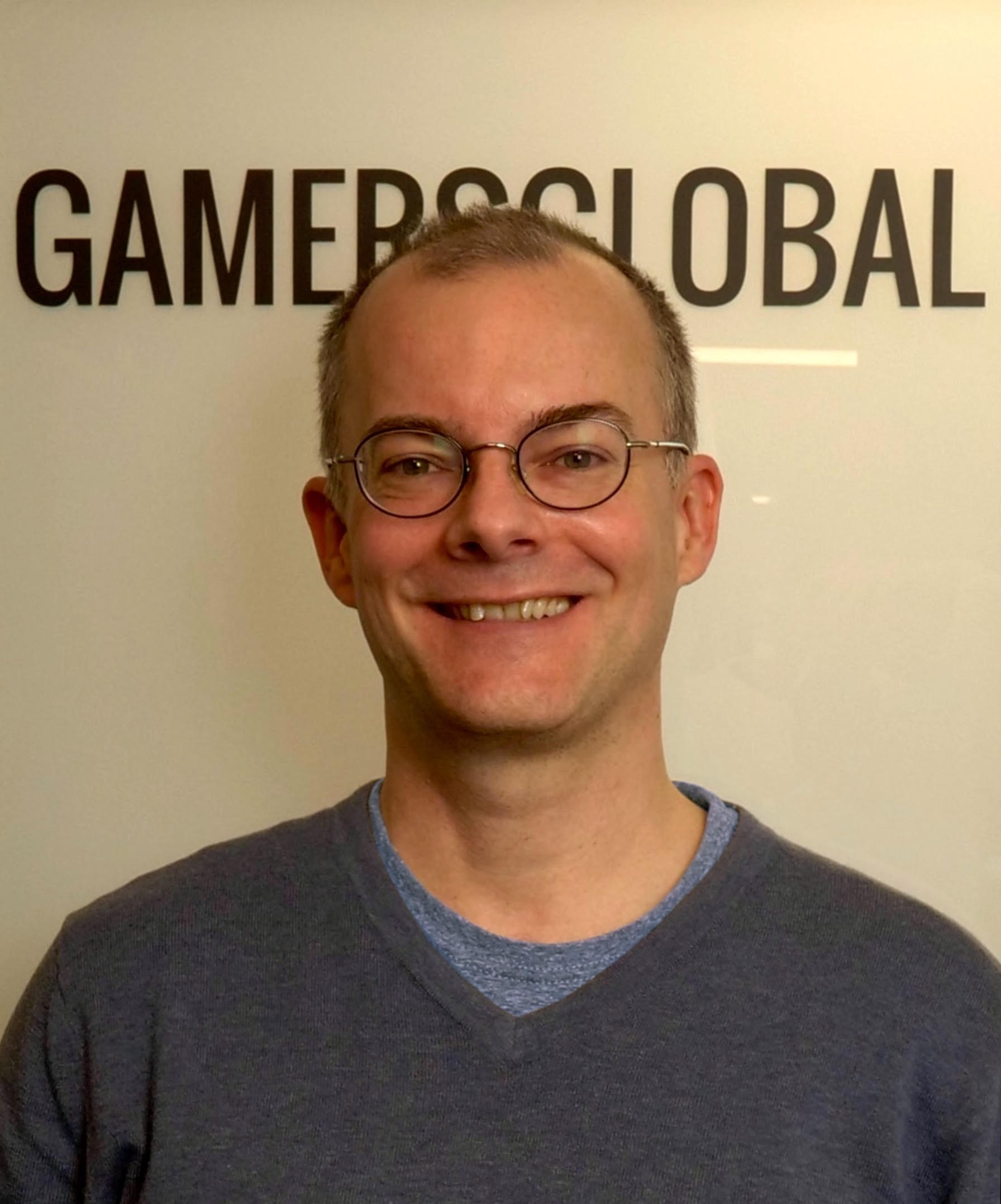
Jörg Langer (* 1972)

- Langer, Josef (1650–1711), tschechischer Wissenschaftler der Piaristen, Mathematiker und Astronom
- Langer, Josef Jaroslav (1806–1846), tschechischer Journalist und Dichter
- Langer, Joseph (1865–1918), schlesischer Maler, Konservator und Sammler
- Langer, Jürgen (* 1942), deutscher Tischtennisspieler
- Langer, Justin (* 1970), australischer Cricketspieler
- Langer, Leo (1952–2024), deutscher Kirchenmusiker, als Organist, Dirigent und Komponist
- Langer, Ludy (1893–1984), US-amerikanischer Schwimmer
- Langer, Mads (* 1984), dänischer Singer-Songwriter
- Langer, Marcel (1903–1943), jüdischer polnisch-französischer Politiker, Interbrigadist und Résistance-Kämpfer
- Langer, Marcel (* 1997), deutscher Fußballspieler
- Langer, Marco (* 1980), deutscher Koch
- Langer, Marie (1910–1987), argentinische Psychoanalytikerin
- Langer, Markus Johannes (* 1971), deutscher Kantor und Organist
- Langer, Martin (* 1956), deutscher Fotograf
- Langer, Martin (* 1959), deutscher Kameramann
- Langer, Matthias (1765–1833), deutscher Schriftsteller und Fabrikant
- Langer, Matti (* 1990), deutscher Fußballspieler
- Langer, Max (1897–1985), deutscher Maler
- Langer, Michael (1929–2022), deutscher Maler, Zeichner und Kunsttheoretiker
- Langer, Michael (* 1959), österreichischer Gitarrist, Komponist und Gitarrenlehrer
- Langer, Michael (* 1960), deutscher katholischer Theologe
- Langer, Michael (* 1985), österreichischer FußballspielerMichael Langer (* 1985)

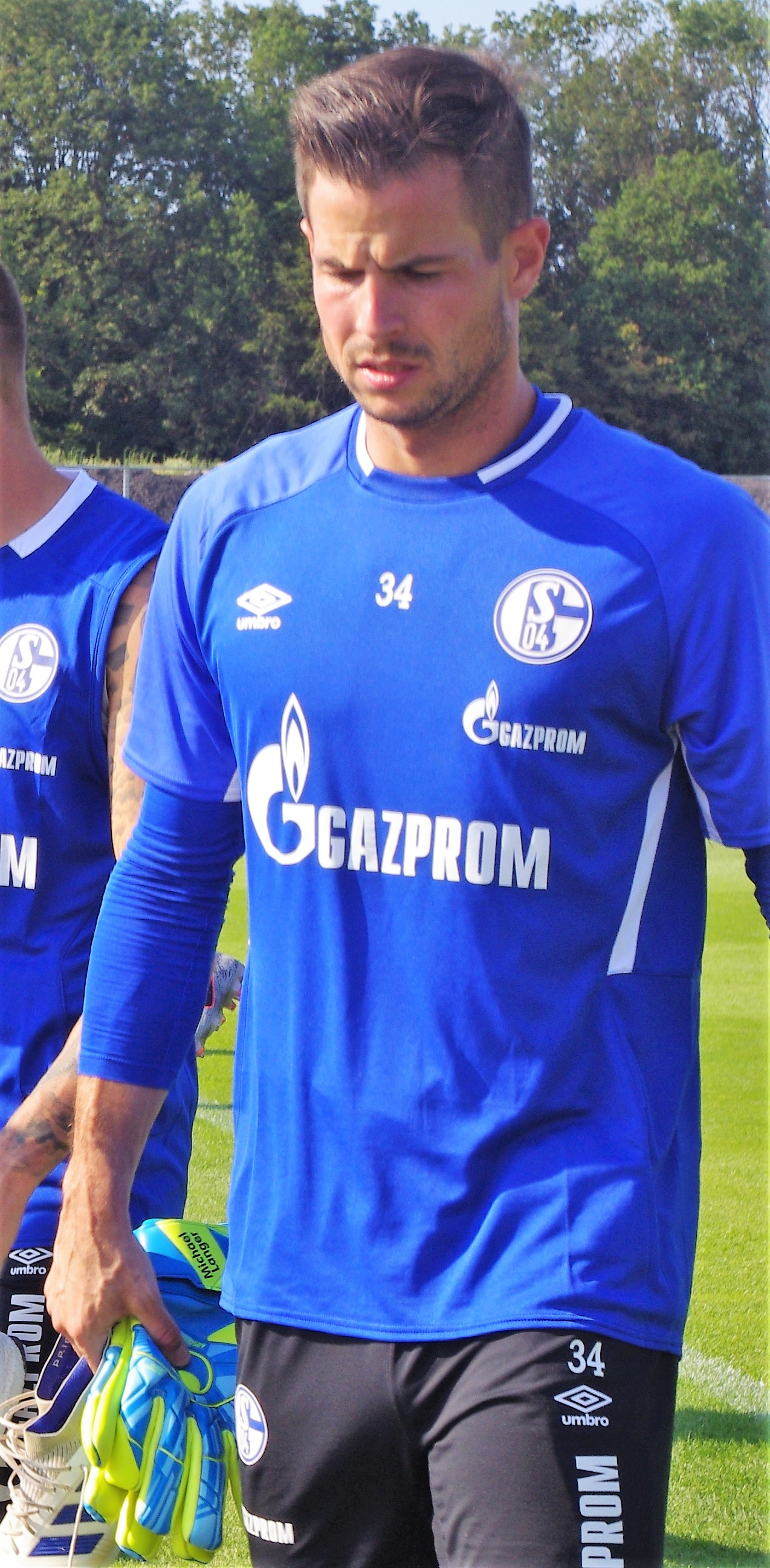
Michael Langer (* 1985)

- Langer, Michael S. (* 1966), deutscher Schachspieler und -funktionär
- Langer, Natalie (* 1981), deutsche Fernsehmoderatorin und Model
- Langer, Nils (* 1969), deutscher Germanist
- Langer, Nils (* 1990), deutscher Tennisspieler
- Langer, Norbert (1899–1975), österreichischer Literaturhistoriker und Schriftsteller
- Langer, Norbert (* 1941), deutscher Schauspieler, Synchronsprecher, -regisseur und DialogbuchautorNorbert Langer (* 1941)

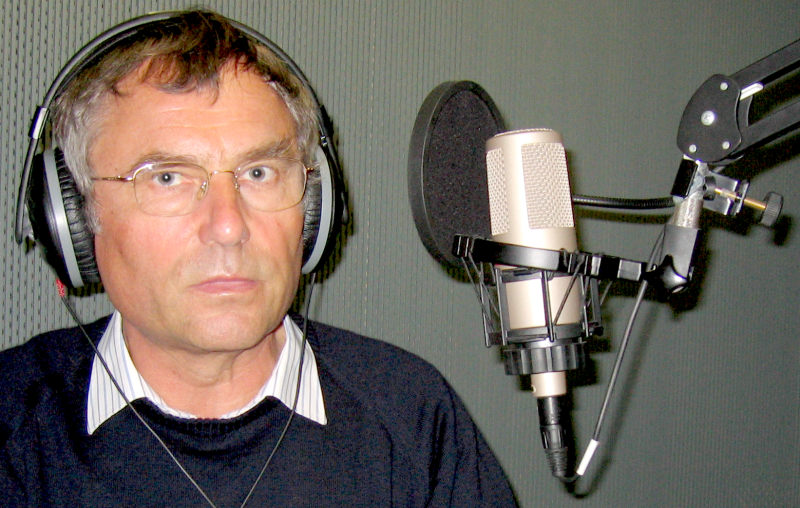
Norbert Langer (* 1941)

- Langer, Norbert (* 1958), deutscher Astrophysiker
- Langer, Pascal (* 1977), belgischer Biathlet
- Langer, Paul (1876–1953), deutscher Maschinenbauingenieur und Konstrukteur
- Langer, Peter (* 1950), deutscher Dozent für Kulturmanagement und Kulturgeschichte
- Langer, Peter (* 1950), deutscher Fußballspieler
- Langer, Peter (* 1969), deutscher Chemiker
- Langer, Rainer (* 1943), deutscher Fußballspieler und -trainer
- Langer, Renate (* 1956), deutsche Schauspielerin und Fotomodell
- Langer, Resi (1886–1971), deutsche Kabarettistin und Schauspielerin
- Langer, Ricco (1886–1934), deutscher Schauspieler und Sänger
- Langer, Richard (1879–1950), deutscher Bildhauer
- Langer, Robert (1822–1897), deutscher Turner und Turnfunktionär
- Langer, Robert (* 1948), US-amerikanischer Chemieingenieur und Hochschullehrer
- Langer, Robert (* 1967), deutscher Islamwissenschaftler
- Langer, Robert (* 1973), österreichischer Basketballtrainer
- Langer, Robert von (1783–1846), deutscher Maler
- Langer, Rudolf (* 1939), deutscher Leichtathlet
- Langer, Rudolf Günter (1923–2007), deutscher Schriftsteller
- Langer, Rudolph Ernest (1894–1968), US-amerikanischer Mathematiker
- Langer, Ruprecht (* 1984), deutscher Musikwissenschaftler
- Langer, Ruth (1921–1999), österreichische Schwimmerin
- Langer, Siegfried (* 1966), deutscher Schriftsteller
- Langer, Stefan (* 1959), deutscher Jurist, Richter am Bundesverwaltungsgericht
- Langer, Stephan (* 1976), belgischer Skilangläufer und Biathlet
- Langer, Susanne K. (1895–1985), US-amerikanische Philosophin
- Langer, Tanja (* 1962), deutsche SchriftstellerinTanja Langer (* 1962)

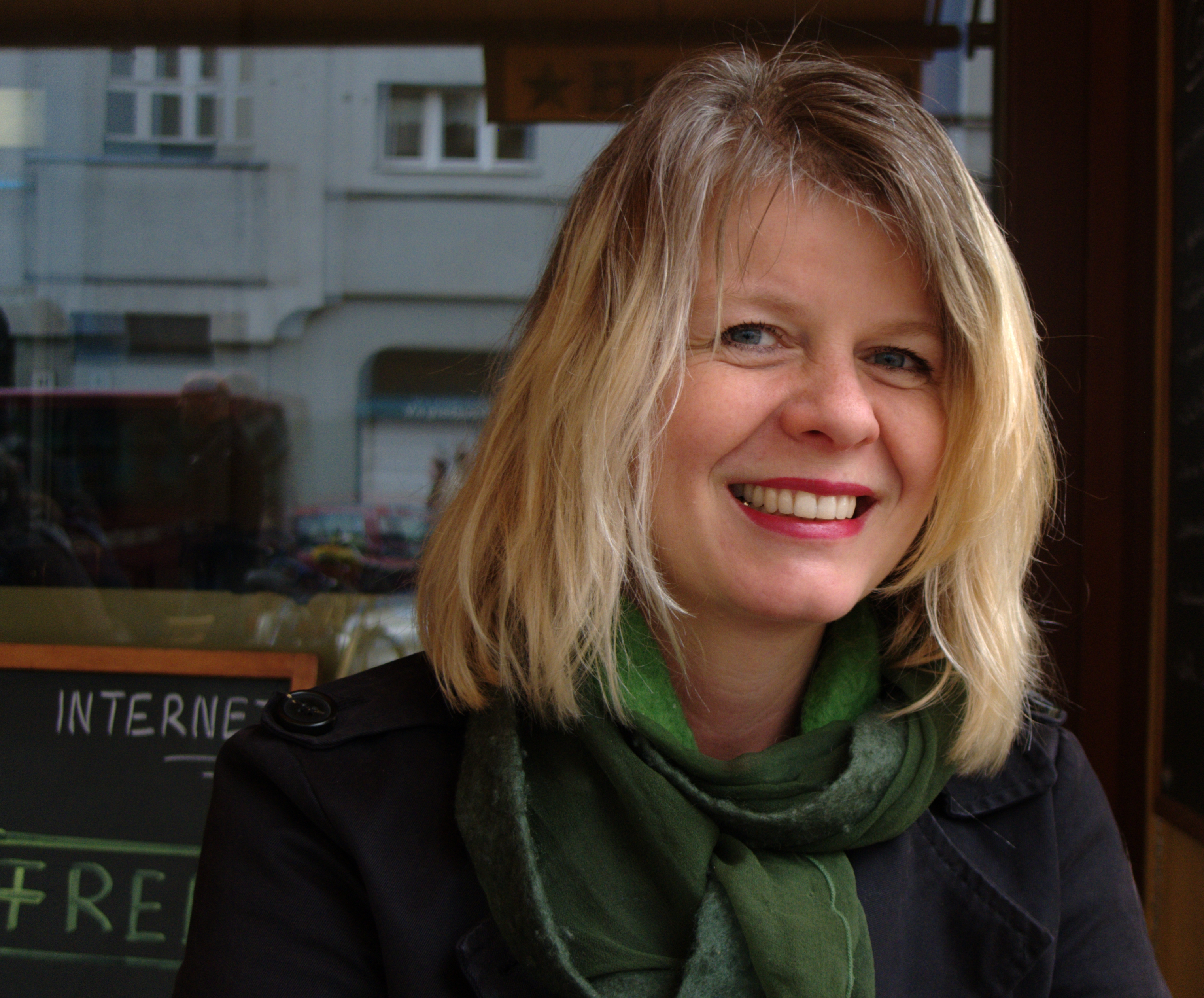
Tanja Langer (* 1962)

- Langer, Thierry (* 1991), belgischer Biathlet
- Langer, Thomas (* 1967), deutscher Jazz-Gitarrist
- Langer, Thorsten (* 1971), belgischer Biathlet
- Langer, Timo, britischer Filmeditor und Filmemacher
- Langer, Ulrich (* 1952), deutscher Mathematiker
- Langer, Victor (1842–1902), ungarischer Komponist
- Langer, Vincent (* 1986), deutscher WindsurferVincent Langer (* 1986)

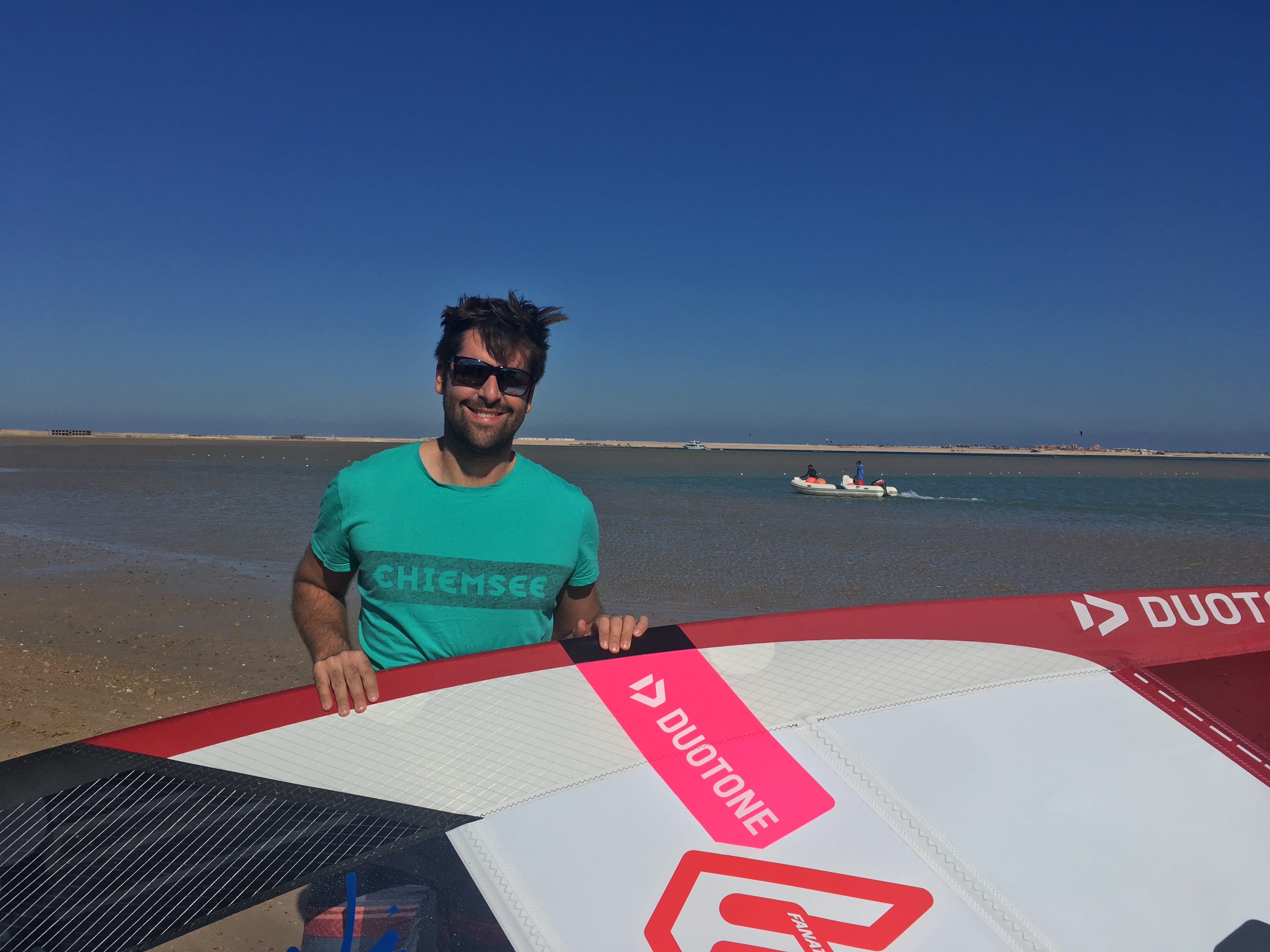
Vincent Langer (* 1986)

- Langer, Walter (* 1877), deutscher Gewerkschafter und Politiker (DVP), MdL
- Langer, Walter (1892–1977), deutscher Kommunalpolitiker der FDP
- Langer, Walter (1928–2018), österreichischer Schauspieler
- Langer, Walter Charles (1899–1981), amerikanischer Psychoanalytiker
- Langer, Walter Richard (1936–1995), österreichischer Jazzexperte und Hörfunkmoderator
- Langer, Waltraud (* 1961), österreichische Fernsehmoderatorin
- Langer, Wilhelm (1880–1970), deutscher Fußballspieler
- Langer, Willi (* 1960), österreichischer Bassist
- Langer, William (1886–1959), US-amerikanischer Politiker
- Langer, William L. (1896–1977), US-amerikanischer Historiker
- Langer, Winrich (* 1939), deutscher Rechtswissenschaftler
- Langer, Wolfgang (1934–2020), deutscher römisch-katholischer Theologe
- Langer, Wolfram (1916–2002), deutscher Ökonom und Staatssekretär
- Langer-Hansel, Harald (1909–1998), österreichischer Beamter des Handelsministeriums und Geschäftsführer der Österreichischen Fremdenverkehrswerbung (1965–1974)
- Langer-Kauba, Mizzi (1872–1955), österreichische Sportlerin, Alpinistin und Geschäftsfrau
- Langer-Rühl, Hilde (1911–1990), niederländisch-österreichische Pianistin und Atem-, Stimm- und Bewegungslehrerin
- Langer-Schöller, Maria (1878–1969), deutsche Malerin
- Langer-Weninger, Michaela (* 1979), österreichische Politikerin (ÖVP)
- Langerak, Michel (* 1968), niederländischer Fußballspieler und -trainer
- Langerak, Mitchell (* 1988), australischer FußballtorhüterMitchell Langerak (* 1988)

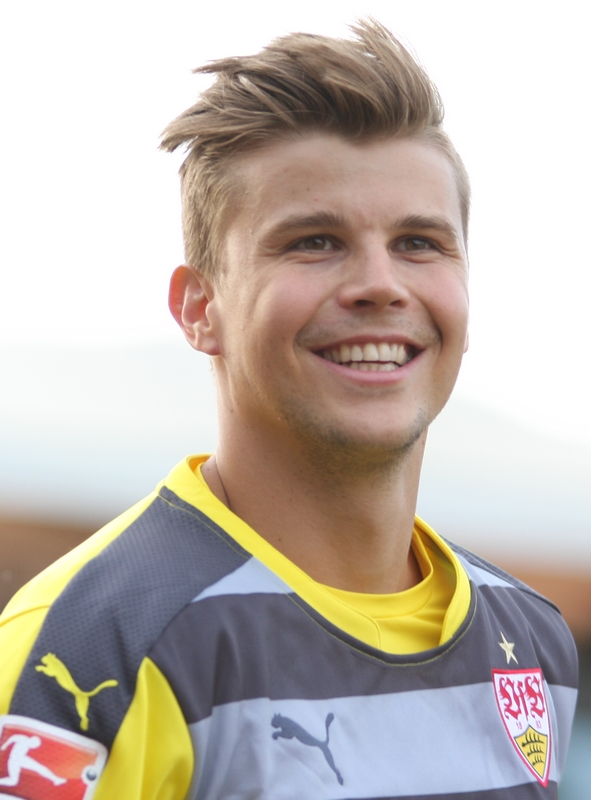
Mitchell Langerak (* 1988)

- Langerbeck, Hermann (1908–1964), deutscher klassischer Philologe
- Langerbein, Dirk (* 1971), deutscher Fußballtorwart
- Langereis, Rob (1939–2014), niederländischer Jazzmusiker
- Langereis, Sandra (* 1967), niederländische Neuzeithistorikerin
- Langerfeld, Rutger von (1635–1695), niederländischer Mathematiker, Maler und Architekt
- Langerfeldt, Conrad (1840–1913), deutscher Kreisdirektor und Politiker, MdR, Bürgermeister
- Langerfeldt, Friedrich (1773–1848), deutscher Einzelhandels-Kaufmann
- Langerfeldt, Georg (1846–1903), deutscher Jurist und Politiker (FVg), MdR
- Langerfeldt, Gustav (1802–1883), braunschweigischer Jurist und Politiker
- Langerhans, Friedrich Wilhelm (1780–1851), deutscher Architekt und kommunaler Baubeamter in Berlin
- Langerhans, Georg (1870–1918), Bürgermeister von Köpenick (damals Cöpenick bei Berlin)
- Langerhans, Heinz (1904–1976), deutscher Politologe, Soziologe, Publizist
- Langerhans, Max (1851–1941), deutscher Mediziner, Krankenhausleiter und Heimat- und Mundartdichter
- Langerhans, Nicolaus (1634–1684), deutscher evangelisch-lutherischer Theologe und Hauptpastor
- Langerhans, Paul (1820–1909), deutscher Arzt und Politiker (DFP, VFp), MdR
- Langerhans, Paul (1847–1888), deutscher PathologePaul Langerhans (1847–1888)

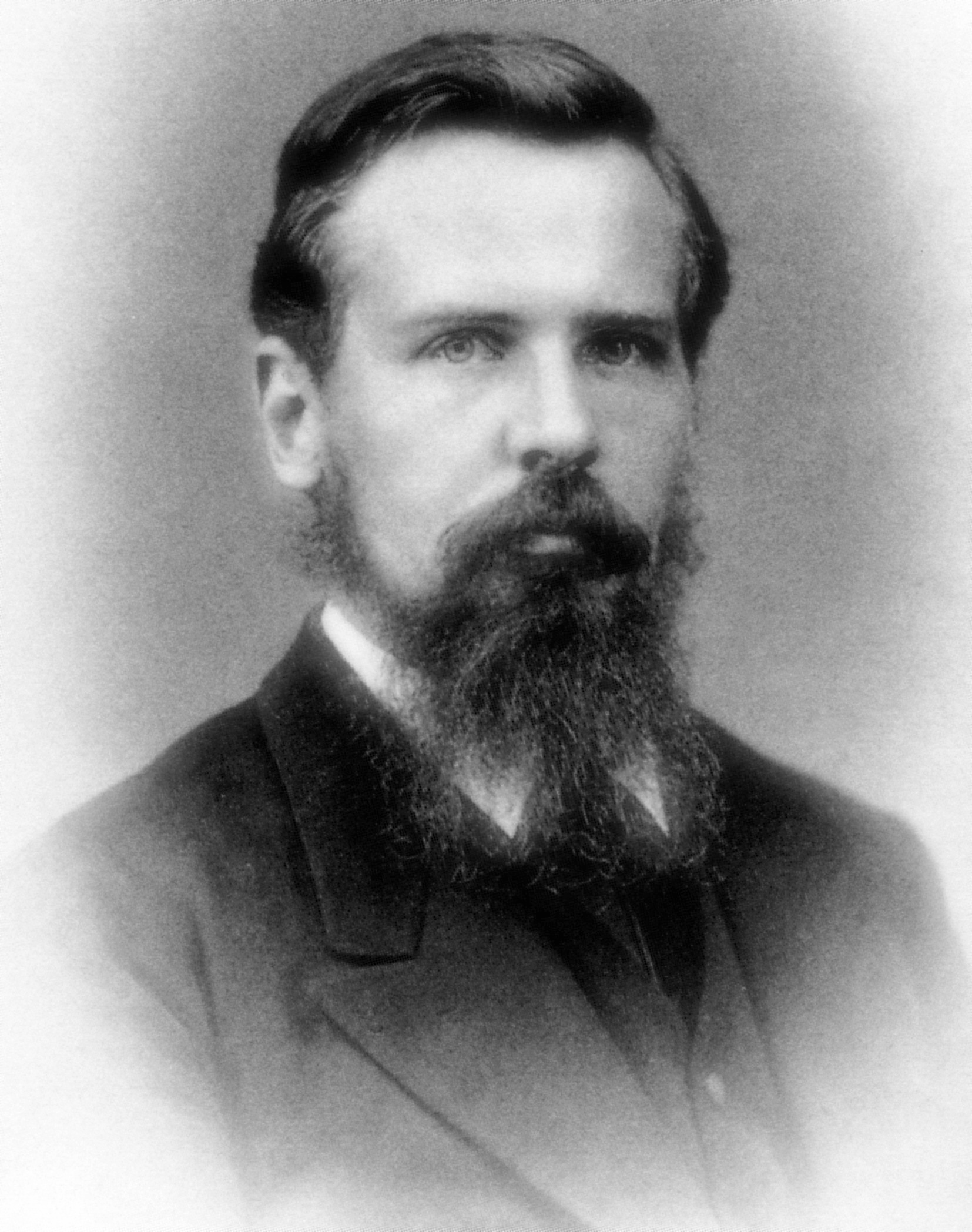
Paul Langerhans (1847–1888)

- Langerhans, Robert (1859–1904), deutscher Pathologe
- Langerhans, Wilhelm (1816–1902), deutscher Reichsgerichtsrat
- Langerholc, Brigita (* 1976), slowenische Leichtathletin
- Langerijs, Hans (* 1953), niederländischer Radrennfahrer
- Langerman, Arthur (* 1942), belgischer Diamantenhändler, Sammler und Übersetzer
- Langermann und Erlencamp, Ferdinand August von (1814–1879), königlich preußischer Generalmajor und zuletzt Kommandeur des 6. Ulanen-Regiments
- Langermann und Erlencamp, Friedrich von (1854–1935), deutscher Rittergutsbesitzer und Landrat
- Langermann und Erlencamp, Willibald von (1890–1942), deutscher General der Panzertruppe im Zweiten WeltkriegWillibald von Langermann und Erlencamp (1890–1942)

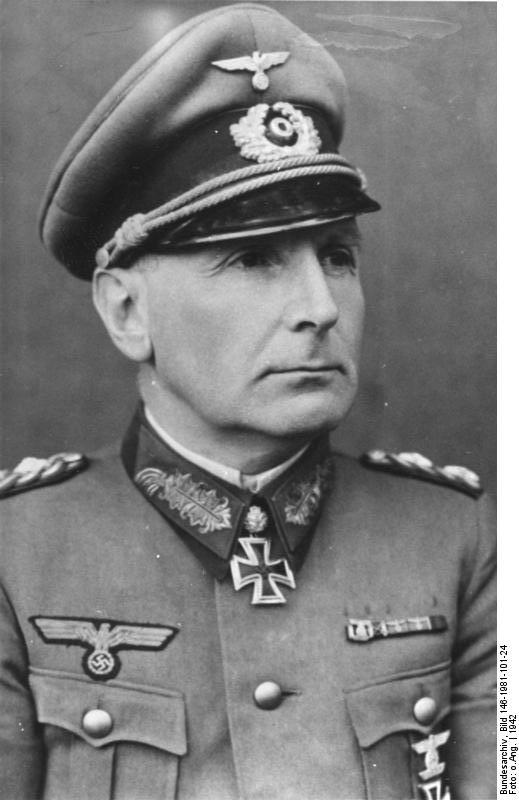
Willibald von Langermann und Erlencamp (1890–1942)

- Langermann, Adolf Friedrich von († 1757), preußischer Generalmajor, Chef des Dragonerregiments Nr. 8, Erbherr auf Dombrowken, Rasenau und Rosochen
- Langermann, Johann Gottfried (1768–1832), deutscher Psychiater; preußischer Staatsrat
- Langermann, Johann Lorenz (1640–1716), deutscher evangelisch-lutherischer Geistlicher und Hofprediger in Hanau
- Langermann, Johann Paul (1716–1752), deutscher Jurist und Numismatiker
- Langermann, Lorenz (1556–1620), Hamburger Domherr und Autor geistlicher Schriften
- Langermann, Lorenz (1595–1658), deutscher Jurist, Domdekan in Hamburg und dänischer Gesandter
- Langermann, Lucas (1625–1686), deutscher Epigraphiker, Jurist und Domdekan in Hamburg
- Langeron, Alexandre Andrault de (1763–1831), russischer General der Infanterie französischer Herkunft; Gouverneur der Krim und Generalgouverneur von Neurussland
- Langerová, Aneta (* 1986), tschechische Popsängerin
- Langers, Robert (* 1960), luxemburgischer Fußballspieler
- Längert, Kathrin (* 1987), deutsche FußballspielerinKathrin Längert (* 1987)

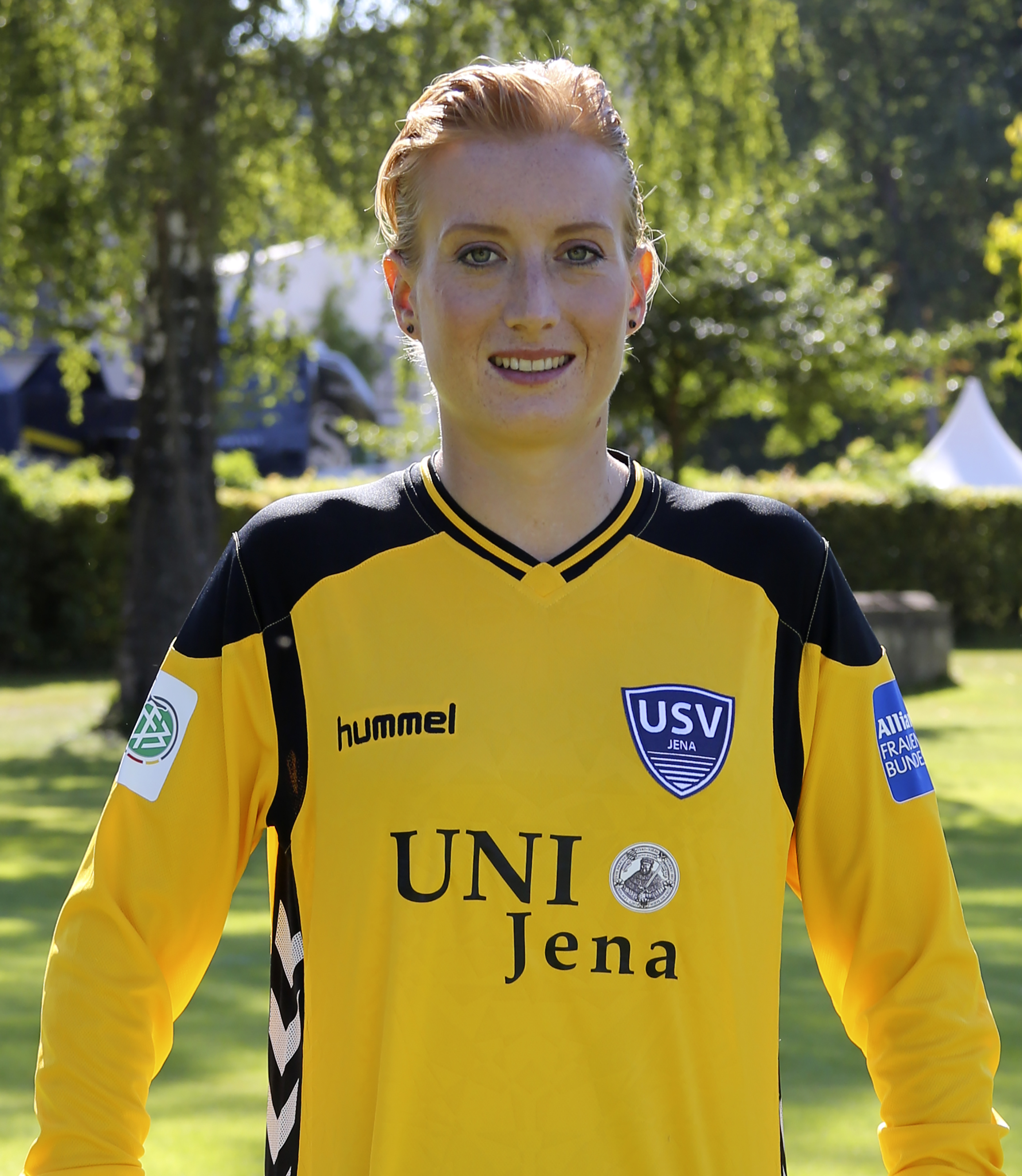
Kathrin Längert (* 1987)

- Langert, Olle (1924–2016), schwedischer Maler und Bildhauer
- Längert, Sophia, deutsche Synchronsprecherin
- Langerud Kristoffersen, Thomas (* 2000), norwegischer Handballtorwart
- Langerwerf, Bert (1944–2008), niederländisch-US-amerikanischer Reptilienzüchter und Amateurherpetologe
- Langerwisch, Norbert (* 1951), deutscher Politiker (SPD, parteilos) und Polizist, Bürgermeister und Beigeordneter von Brandenburg an der Havel

### Langes
- Langes, Claudio (* 1960), italienischer Automobilrennfahrer
- Langes, François de (1664–1720), Baron de Lubières, Gouverneur von Orange, preußischer Oberst und Gouverneur von Neuenburg
- Langes, Gunther (1899–1972), österreichisch-italienischer Alpinist, Schriftsteller, Journalist und Skipionier
- Langes, Heinrich (1904–1968), deutscher Verwaltungsbeamter und Politiker (CDU), Oberbürgermeister von Hamm
- Langes, Horst (* 1928), deutscher Pädagoge und Politiker (CDU), MdL, MdEP
- Langes-Swarovski, Diana (* 1971), österreichische Unternehmerin
- Langes-Swarovski, Gernot (1943–2021), österreichischer Unternehmer
- Langes-Swarovski, Markus (* 1974), österreichischer Unternehmer
- Langes-Swarovski, Maya (1937–2019), österreichische Unternehmerin
- Langesberg, Yannick (* 1994), deutscher Fußballspieler

### Langet
- Langethal, Christian Eduard (1806–1878), deutscher Pflanzenbauwissenschaftler, Botaniker und Agrarhistoriker
- Langethal, Heinrich (1792–1879), deutscher Pädagoge
- Langethal, Kurt (* 1924), deutscher Fußballspieler
- Langetti, Giovanni Battista (1635–1676), italienischer Maler des Barock

### Langev
- Langeveld, Martinus J. (1905–1989), niederländischer Lehrer und Professor für Pädagogik
- Langeveld, Sebastian (* 1985), niederländischer Radrennfahrer
- Langevin, André (1927–2009), kanadischer Schriftsteller französischer Sprache
- Langevin, Dave (* 1954), US-amerikanischer Eishockeyspieler
- Langevin, Dominique (* 1947), französische Physikerin
- Langevin, Hector-Louis (1826–1906), kanadischer Rechtsanwalt, Verleger und Politiker
- Langevin, James (* 1964), US-amerikanischer Politiker der Demokratischen Partei
- Langevin, Louis-de-Gonzague (1921–2003), kanadischer Geistlicher, katholischer Bischof
- Langevin, Louis-Philippe-Adélard (1855–1915), kanadischer Geistlicher, römisch-katholischer Erzbischof von Saint-Boniface
- Langevin, Michel (* 1963), kanadischer Schlagzeuger und Grafikdesigner
- Langevin, Orphée, kanadischer Opernsänger (Bariton)
- Langevin, Paul (1872–1946), französischer Physiker
- Langevin, Paul-Gilbert (1933–1986), französischer Musikwissenschaftler und Musikkritiker
- Langevin-Joliot, Hélène (* 1927), französische KernphysikerinHélène Langevin-Joliot (* 1927)

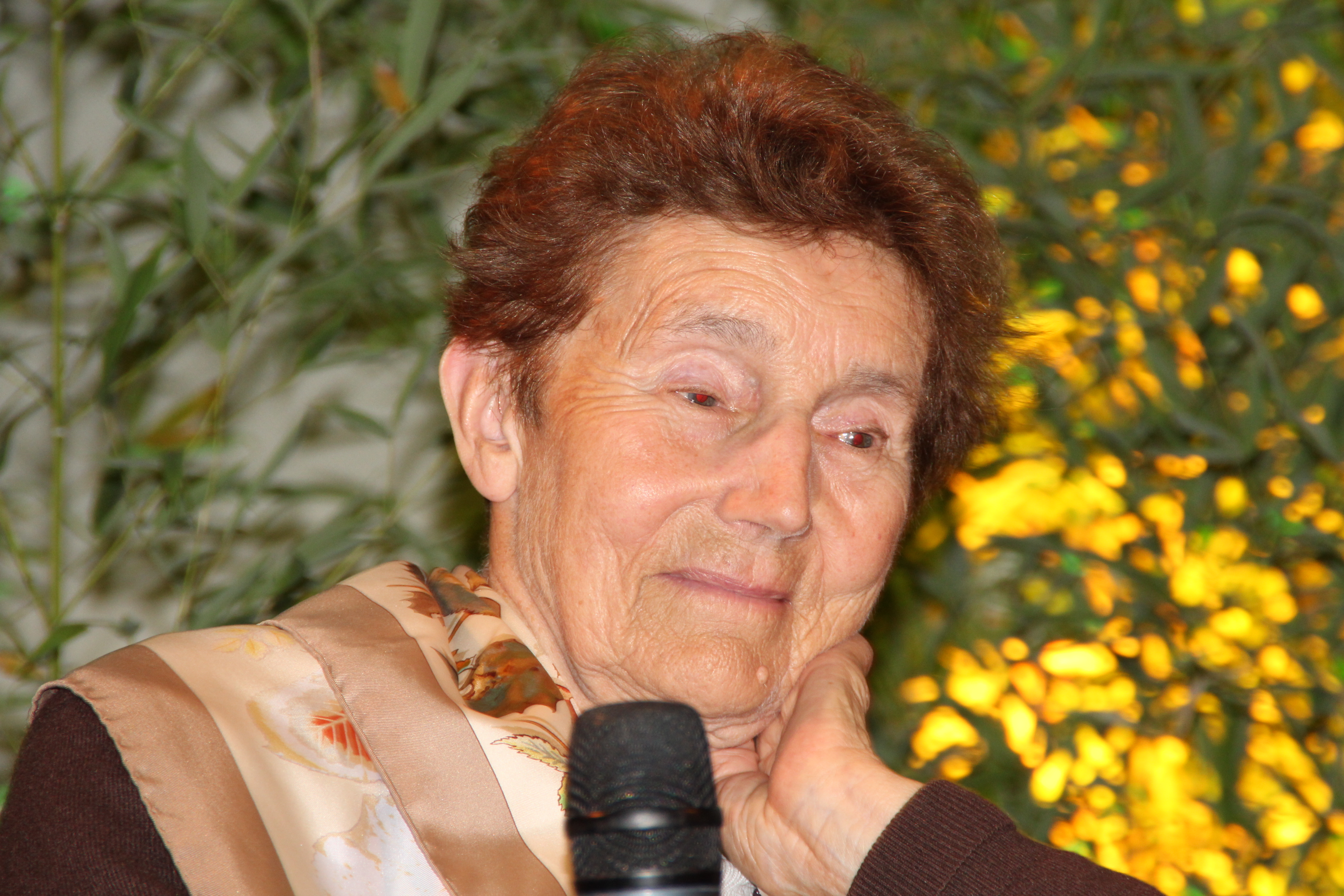
Hélène Langevin-Joliot (* 1927)

- Langevoort, Einbert-Jan (1929–1992), niederländischer evangelischer Theologe und Pfarrer
- Langevoort, Louwrens (* 1957), niederländischer Musikmanager

### Langew
- Langewand, Franz (1871–1952), deutscher Arbeiter- und Gewerkschaftssekretär, Politiker (Zentrum), MdL
- Langewiesche, Dieter (* 1943), deutscher Historiker
- Langewiesche, Friedrich (1867–1958), deutscher Pädagoge, Turner, Sammler, Forscher, Heimat- und Naturfreund
- Langewiesche, Karl Robert (1874–1931), deutscher Verleger
- Langewiesche, Marianne (1908–1979), deutsche Schriftstellerin
- Langewiesche, Wilhelm (1866–1934), deutscher Verleger und Schriftsteller
- Langewiesche, William (1955–2025), US-amerikanischer Schriftsteller und Journalist
- Langewisch, Harry (1894–1957), deutscher Schauspieler, Hörspielsprecher, Regisseur und Drehbuchautor
- Langewitz, Oliver (* 1976), deutscher Autor, Soziologe, Filmemacher und Kulturmanager